# Bruxelles
Bruxelles (in francese [bʁyˈsɛl] ; in olandese Brussel [ˈbrɵsəɫ] ; in italiano desueto Brusselle, obsoleto Brusselles o Brussella, arcaico Borsella) è un'area metropolitana del Belgio di 1249597 abitanti (2024) che prende il nome dall'omonimo comune capitale del paese.
A propria volta l'area fa parte amministrativamente della Regione di Bruxelles-Capitale, anche se non vi è completamente inglobata, e delle Fiandre.
Nell'area, oltre al citato comune omonimo in cui trovano sede varie istituzioni dell'Unione europea tra cui la Commissione, il Consiglio e, parzialmente, il Parlamento, si trova il quartier generale della Nato a Evere.
Tra i comuni dell'area facenti parte delle Fiandre si citano Zaventem (sede dell'aeroporto internazionale), Kraainem (capolinea della metropolitana) e Tervuren (quartiere residenziale).
Statisticamente, l'area metropolitana di Bruxelles è suddivisa in tre livelli:
- la Regione Capitale di Bruxelles (Brussels Hoofdstedelijk Gewestin olandese, "Region Capitale de Bruxelles" in francese), comprendenti la città di Bruxelles e i suoi sobborghi, anche chiamati i 19 comuni, con status bilingue olandese/francese e con 1 249 597 abitanti al 1° gennaio 2024;[4]
- i comuni che circondano la Regione Capitale e dove l'olandese è l'unica lingua ufficiale (il cosiddetto Vlaamse Rand), per un totale di 459 259 abitanti al 1º gennaio 2024;[5]
- la sua hinterland composto dalla provincie di "Vlaams-Brabant" (Brabante Fiammingo) con lingua ufficiale l'olandese e con 1 196 773 abitanti al 1º gennaio 2024,[6] inclusivamente quelli del "Vlaamse Rand", e dalla provincia di "Brabant-Wallon" (Brabante Vallone) con lingua ufficiale il francese e con 409 782 abitanti in gennaio 2022.[7]

## Geografia fisica

### Clima
Secondo la classificazione climatica di Köppen, il clima di Bruxelles è di tipo oceanico, caratterizzato da estati calde e inverni freddi.
| Bruxelles (1991–2020)        | Mesi  | Mesi  | Mesi  | Mesi  | Mesi  | Mesi  | Mesi  | Mesi  | Mesi  | Mesi  | Mesi  | Mesi  | Stagioni | Stagioni | Stagioni | Stagioni | Anno    |
| Bruxelles (1991–2020)        | Gen   | Feb   | Mar   | Apr   | Mag   | Giu   | Lug   | Ago   | Set   | Ott   | Nov   | Dic   | Inv      | Pri      | Est      | Aut      | Anno    |
| ---------------------------- | ----- | ----- | ----- | ----- | ----- | ----- | ----- | ----- | ----- | ----- | ----- | ----- | -------- | -------- | -------- | -------- | ------- |
| T. max. media (°C)           | 6,1   | 7,1   | 10,9  | 15,0  | 18,4  | 21,2  | 23,2  | 23,0  | 19,5  | 14,9  | 9,9   | 6,6   | 6,6      | 14,8     | 22,5     | 14,8     | 14,7    |
| T. min. media (°C)           | 1,4   | 1,5   | 3,5   | 6,0   | 9,2   | 12,0  | 14,1  | 13,9  | 11,3  | 8,1   | 4,6   | 2,1   | 1,7      | 6,2      | 13,3     | 8,0      | 7,3     |
| T. max. assoluta (°C)        | 15,3  | 20,0  | 24,2  | 28,7  | 34,1  | 38,8  | 39,7  | 36,5  | 34,9  | 27,8  | 20,6  | 16,7  | 20,0     | 34,1     | 39,7     | 34,9     | 39,7    |
| T. min. assoluta (°C)        | −21,1 | −18,3 | −13,6 | −5,7  | −2,2  | 0,3   | 4,4   | 3,9   | 0,0   | −6,8  | −12,8 | −17,7 | −21,1    | −13,6    | 0,3      | −12,8    | −21,1   |
| Precipitazioni (mm)          | 75,5  | 65,1  | 59,3  | 46,7  | 59,7  | 70,8  | 76,9  | 86,5  | 65,3  | 67,8  | 76,2  | 87,4  | 228,0    | 165,7    | 234,2    | 209,3    | 837,2   |
| Giorni di pioggia            | 18,9  | 16,9  | 15,7  | 13,1  | 14,7  | 14,1  | 14,3  | 14,3  | 14,1  | 16,1  | 18,3  | 19,4  | 55,2     | 43,5     | 42,7     | 48,5     | 189,9   |
| Umidità relativa media (%)   | 84,1  | 80,6  | 74,8  | 69,2  | 70,2  | 71,3  | 71,5  | 72,4  | 76,8  | 81,5  | 85,1  | 86,6  | 83,8     | 71,4     | 71,7     | 81,1     | 77,0    |
| Ore di soleggiamento mensili | 59,1  | 72,9  | 125,8 | 171,3 | 198,3 | 199,3 | 203,2 | 192,4 | 154,4 | 112,6 | 65,8  | 48,6  | 180,6    | 495,4    | 594,9    | 332,8    | 1 603,7 |

## Origini del nome
La teoria più accreditata dell'origine del nome Bruxelles è che derivi dall'olandese antico Broekzele o Broeksel, composto dai termini "mare” (bruoc / broek) e "casa, insediamento" (sella / zele / sel) ovvero “insediamento nella palude", in seguito latinizzato in Bruocsella. Anche i nomi di tutti i comuni della Regione di Bruxelles-Capitale sono di origine olandese, ad eccezione di Evere, che è celtico.
San Vindiciano, vescovo di Cambrai, fece il primo riferimento registrato al luogo, indicato come Brosella, nel 695, quando era ancora un piccolo borgo. I toponimi Bursellec e Brusellec sono attestati in alcuni documenti italiani, dell'inizio dell’XII secolo, riguardanti alcuni personaggi di rango vescovile e militare di origine normanna.

## Storia

### Origini e fondazione
Tracce di insediamenti umani risalgono all’età della pietra, composte da vestigia e toponimi legati alle civiltà dei megaliti. Durante la tarda antichità, la regione vide l’occupazione romana, come attestato dalle prove archeologiche scoperte nel sito industriale di Thurn und Taxis, a nord-ovest del “Pentagon” (centro storico di Bruxelles) e dal rinvenimento di due ville romane, ad Anderlecht e Jette, la prima risalente al I secolo mentre la seconda al II secolo. A seguito della Caduta dell'Impero romano d'Occidente, la zona fu incorporata nel Regno franco.

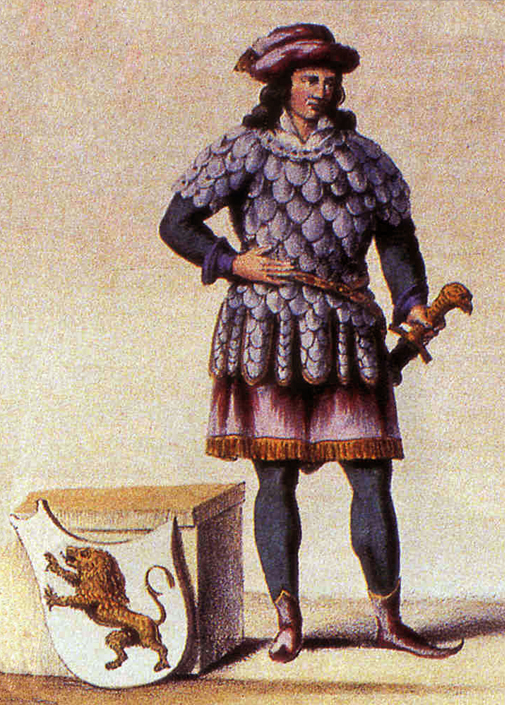
Carlo I di Lorena, fondatore di Bruxelles

Secondo la leggenda locale l'origine dell'insediamento è identificata con la costruzione di una cappella da parte di San Gagerico, vescovo di Cambrai, su un'isola del fiume Senne intorno al 580. Nonostante ciò la fondazione ufficiale di Bruxelles viene posta intorno al 979, quando il duca Carlo I di Lorena trasferì le reliquie della martire santa Gudula da Moorsel alla cappella di San Gagerico. Inoltre, precedentemente, quando re Lotario II nominò lo stesso Carlo (suo fratello) come duca della Bassa Lotaringia nel 976, Carlo aveva ordinato la costruzione di una fortificazione permanente proprio su quell’isola.
I primi documenti in relazione a Bruxelles risalgono al X secolo e fanno riferimento a delle chiese sorte sul Coudenberg, un'altura alle spalle della città.

### Medioevo
Lamberto I di Lovanio ottenne la contea di Bruxelles intorno al 1000, sposando la figlia di Carlo. Grazie alla posizione strategica sulle rive del Senne, un'importante rotta commerciale tra Bruges, Gand, e Colonia, Bruxelles divenne un centro commerciale specializzato nel settore tessile, crescendo abbastanza rapidamente ed estendendosi andando a formare la città alta (Treurenberg, Coudenberg e Sablon/Zavel), e, per favorire un’ulteriore espansione, vennero bonificate le paludi circostanti, portando la popolazione a 30 000 abitanti. In questo periodo iniziarono i lavori della Concattedrale di San Michele e Santa Gudula, terminata nel 1225, in sostituzione di una precedente chiesa romanica. Nel 1183 i conti di Lovanio divennero duchi di Brabante, che a differenza della contea delle Fiandre, non era feudo del re di Francia bensì era incorporato nel Sacro Romano Impero.
All'inizio del XII secolo, nel 1144, fu costruita la prima cinta muraria di Bruxelles lunga 4 km e cinta da bastioni, e per permettere alla città di espandersi fu eretto un secondo gruppo di mura nel XIV secolo, tra il 1356 e il 1383, mura le quali si possono ancora vedere tracce, e il quale corso è adesso costituito dal “Kleine Ring” o "Petite Ceinture" (letteralmente: il piccolo anello), una serie di viali che delimitano il centro storico della città.

### Età moderna
Nel XV secolo il Ducato di Brabante passo ai duchi di Borgogna e rimase tale fino a quando, nel 1477, attraverso il matrimonio di Maria di Borgogna con l'imperatore del Sacro Romano Impero, Massimiliano I d'Asburgo, i Paesi Bassi borgognoni (dei quali l’attuale Belgio faceva parte) caddero sotto la sovranità degli Asburgo. Il Brabante fu integrato in questo stato composito e Bruxelles fiorì come capitale principesca dei prosperi Paesi Bassi borgognoni, dal 1482 noti come le Diciassette Province.
Il nipote di Maria ed erede del Brabante, Carlo V d'Asburgo, divenne in seguito re di Spagna, incoronato nella concattedrale di Bruxelles, e persino imperatore del Sacro Romano Impero alla morte di suo nonno Massimiliano nel 1519. Carlo era ora il sovrano dell’Impero Asburgico in massima espansione, un impero "su cui il sole non tramonta mai", con Bruxelles che fungeva da una delle sue capitali.

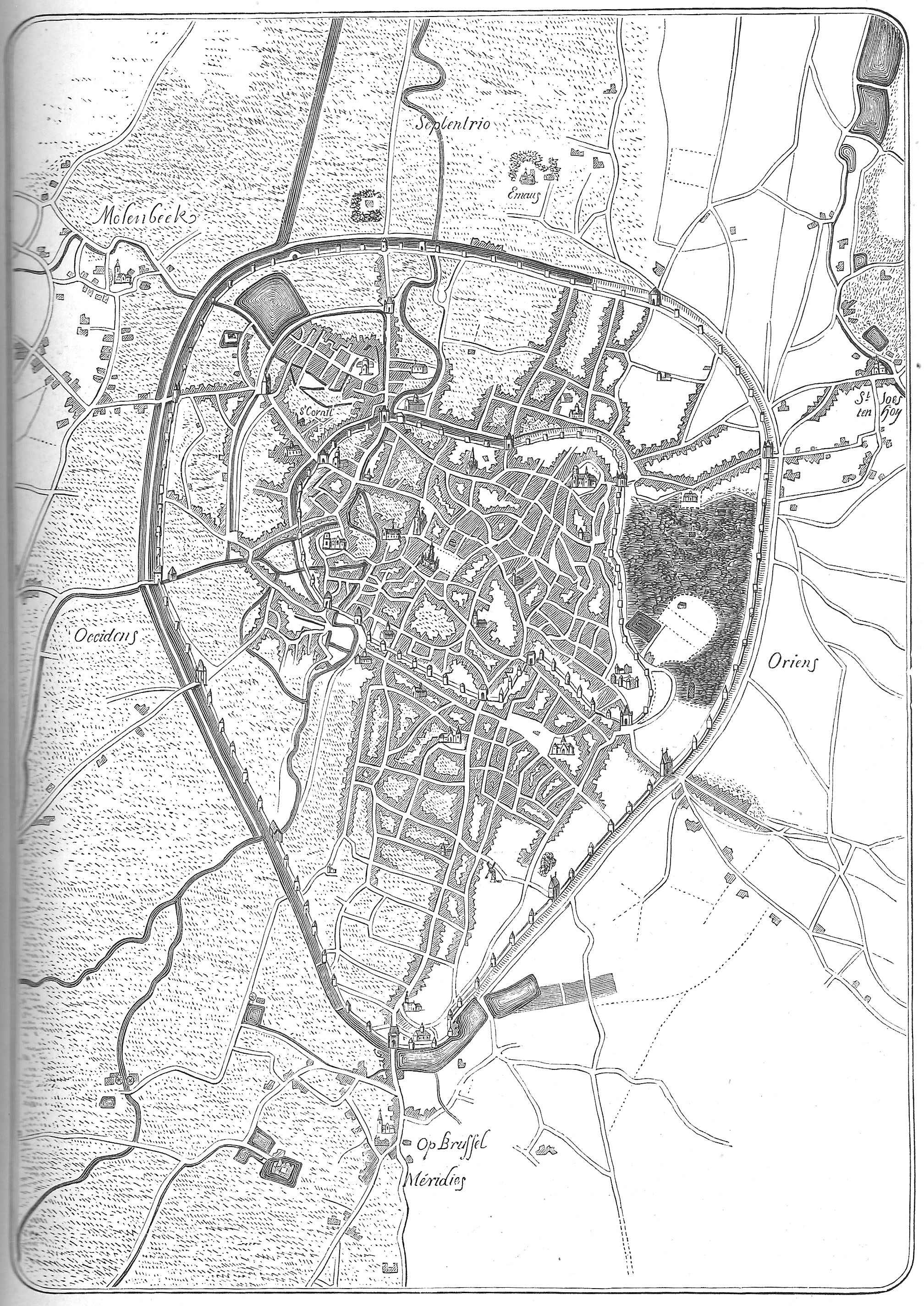
Bruxelles nel 1550

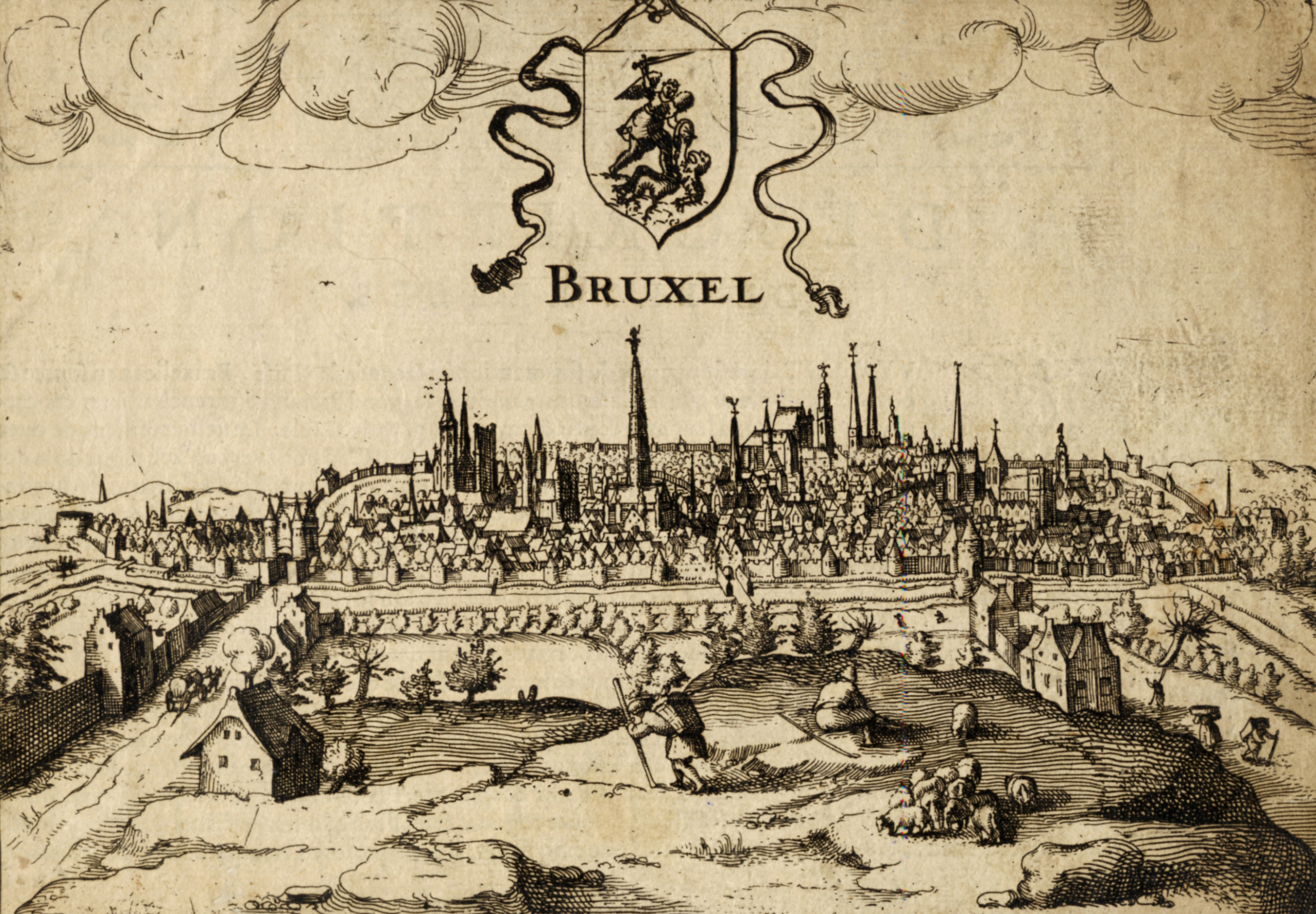
Vista di Bruxelles nel 1610

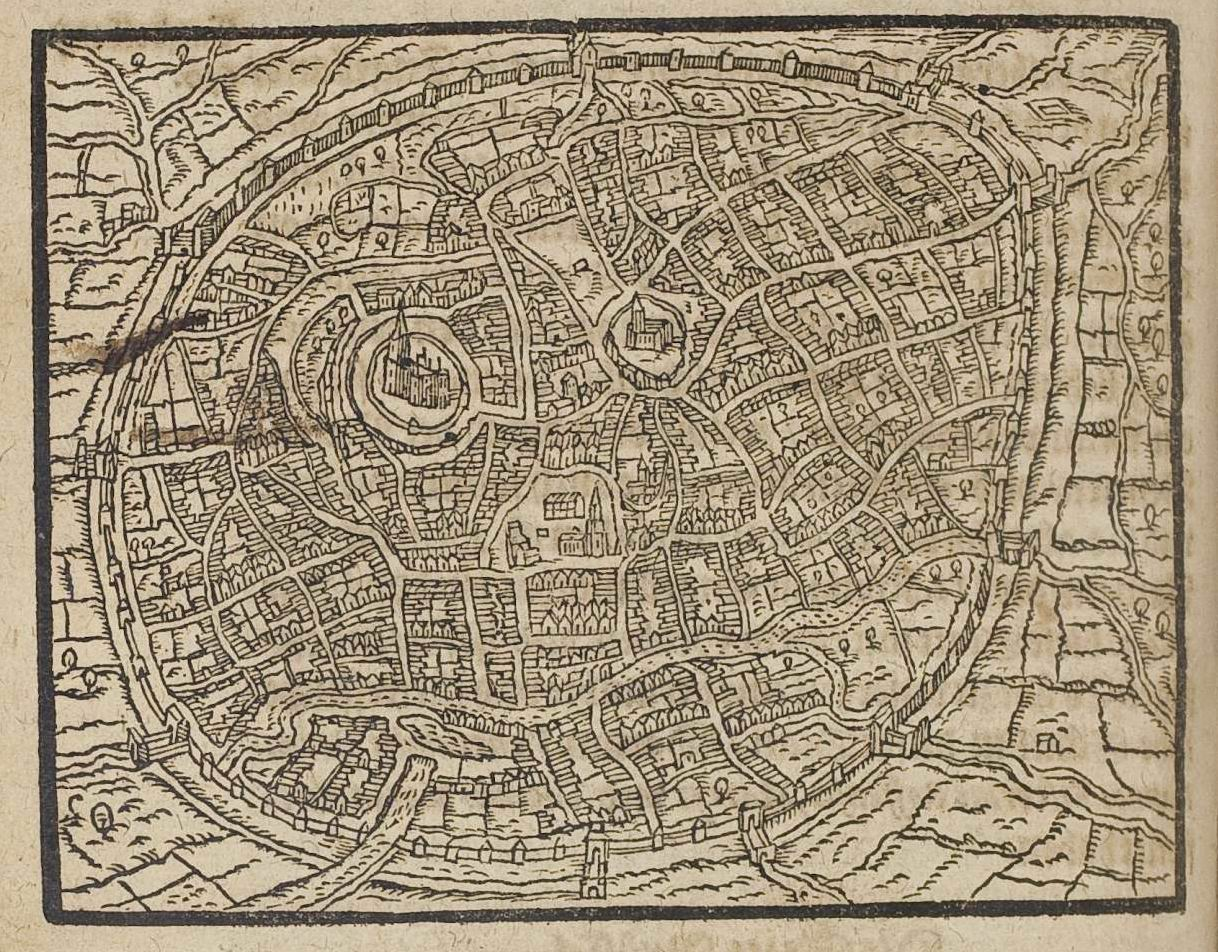
Bruxelles nel 1610 (Theatrum Urbium)

Nel 1555, nel Palazzo del Coudenberg (distrutto da un incendio nel 1731), Carlo V abdicò tutti i suoi possedimenti e passò i Paesi Bassi al re di Spagna Filippo II. La dominazione spagnola non fu però ben accolta e nel 1567, per soffocare i moti autonomisti, il Duca d'Alba adottò metodi fortemente repressivi, arrivando a far decapitare 1.800 persone, da qui nacque un lungo e lacerante conflitto durato 80 anni. Il dominio spagnolo, che si protrasse per tutto il XVII secolo, si rivelò inetto e disastroso e causò un rapido declino economico, che portò a sua volta gli artigiani e i mercanti alla sollevazione popolare.

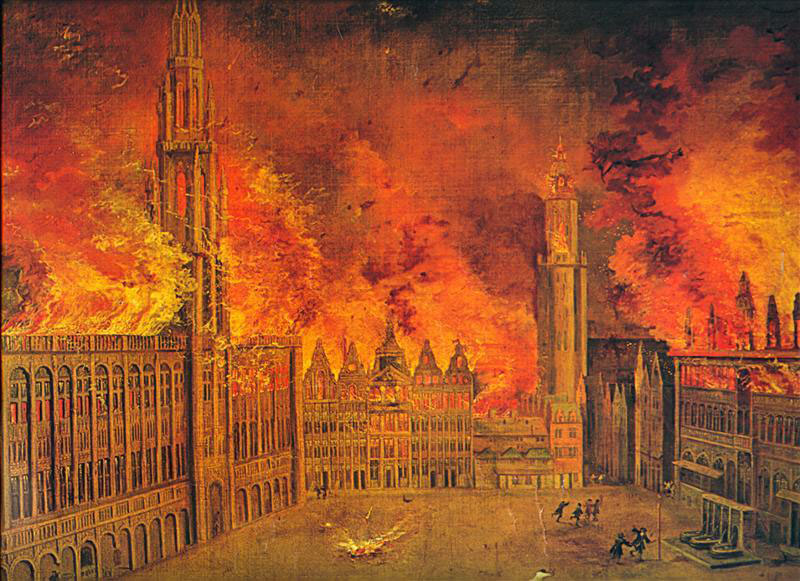
La Grand Place durante il bombardamento di Bruxelles del 1695

Tra XVI e XVII secolo Bruxelles era un fiorente centro per l'industria del merletto, inoltre, l'arazzo di Bruxelles era appeso alle pareti dei castelli in tutta Europa. Nel 1695, durante la guerra dei nove anni, re Luigi XIV di Francia inviò l’esercito a bombardare Bruxelles con l'artiglieria, che, con l'incendio risultante, è stato l'evento più distruttivo di tutta la storia di Bruxelles. La Grand Place fu distrutta, insieme ad altri 4 000 edifici, un terzo di tutti gli edifici della città. La ricostruzione del centro della città, effettuata negli anni successivi, ne cambiò profondamente l'aspetto e lasciò numerose tracce ancora visibili oggi.

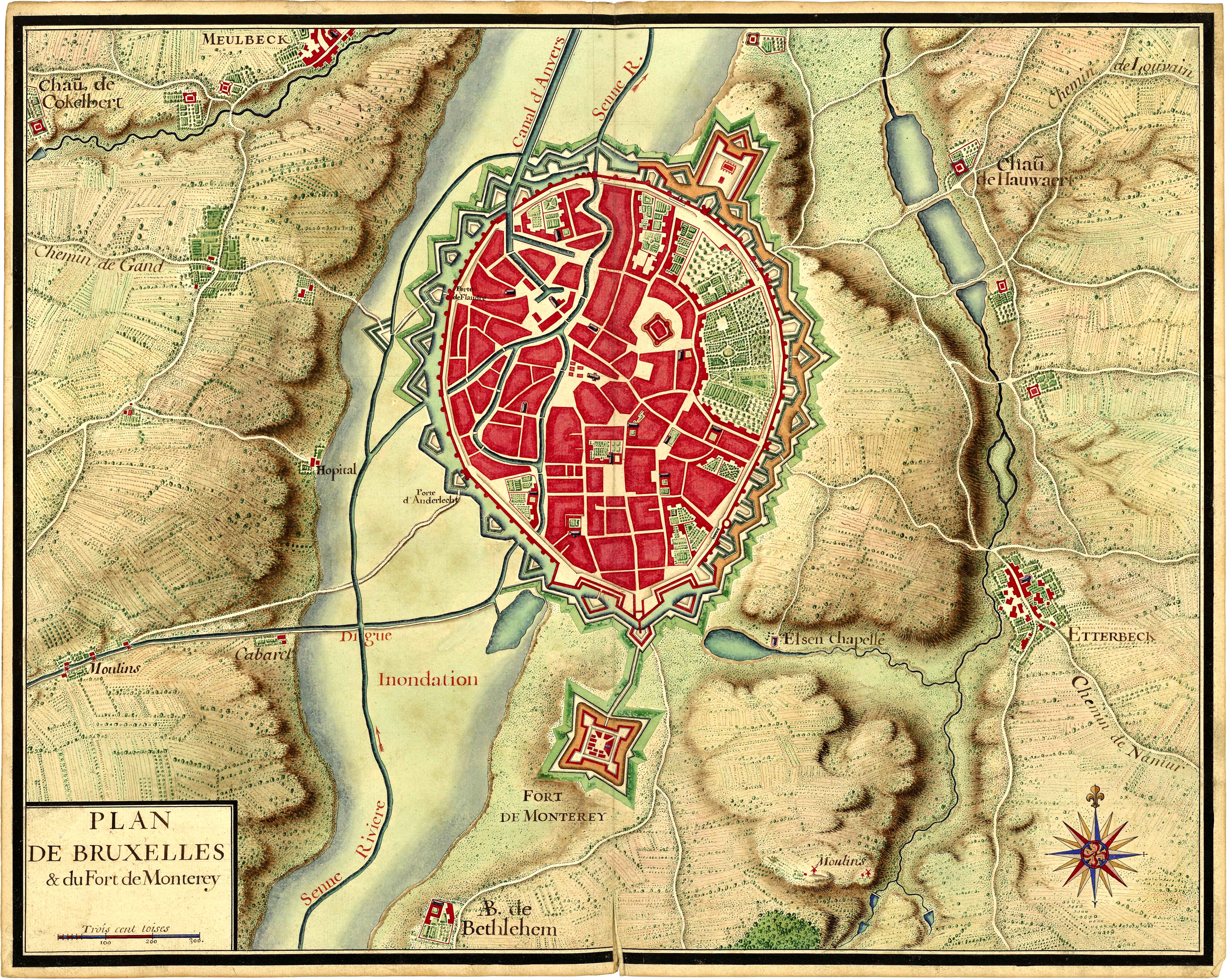
Bruxelles nel 1700 (mappa di Luigi XIV)

In seguito al trattato di Utrecht del 1713, la sovranità spagnola sui Paesi Bassi meridionali fu trasferita al ramo austriaco degli Asburgo, dando nascita ai Paesi Bassi austriaci. Bruxelles fu occupata dalle truppe francesi Francia nel 1746, durante la guerra di successione austriaca, ma fu restituita all'Austria 2 anni dopo con il trattato di Aquisgrana, che governarono in modo avveduto, promuovendo tra l'altro un programma di rinnovamento urbanistico. La città rimase austriaca fino al 1795, quando i Paesi Bassi meridionali furono conquistati e annessi dalla Francia e la città divenne la capitale del Dipartimento della Dyle. Il dominio francese terminò nel 1815 con la sconfitta di Napoleone nella battaglia di Waterloo, a sud dell'attuale regione di Bruxelles-Capitale. Con il Congresso di Vienna del 1815 i Paesi Bassi meridionali si unirono al Regno Unito dei Paesi Bassi, sotto re Guglielmo I d'Orange e l'ex dipartimento di Dyle divenne la provincia del Brabante meridionale, con Bruxelles come capitale.

### XIX secolo

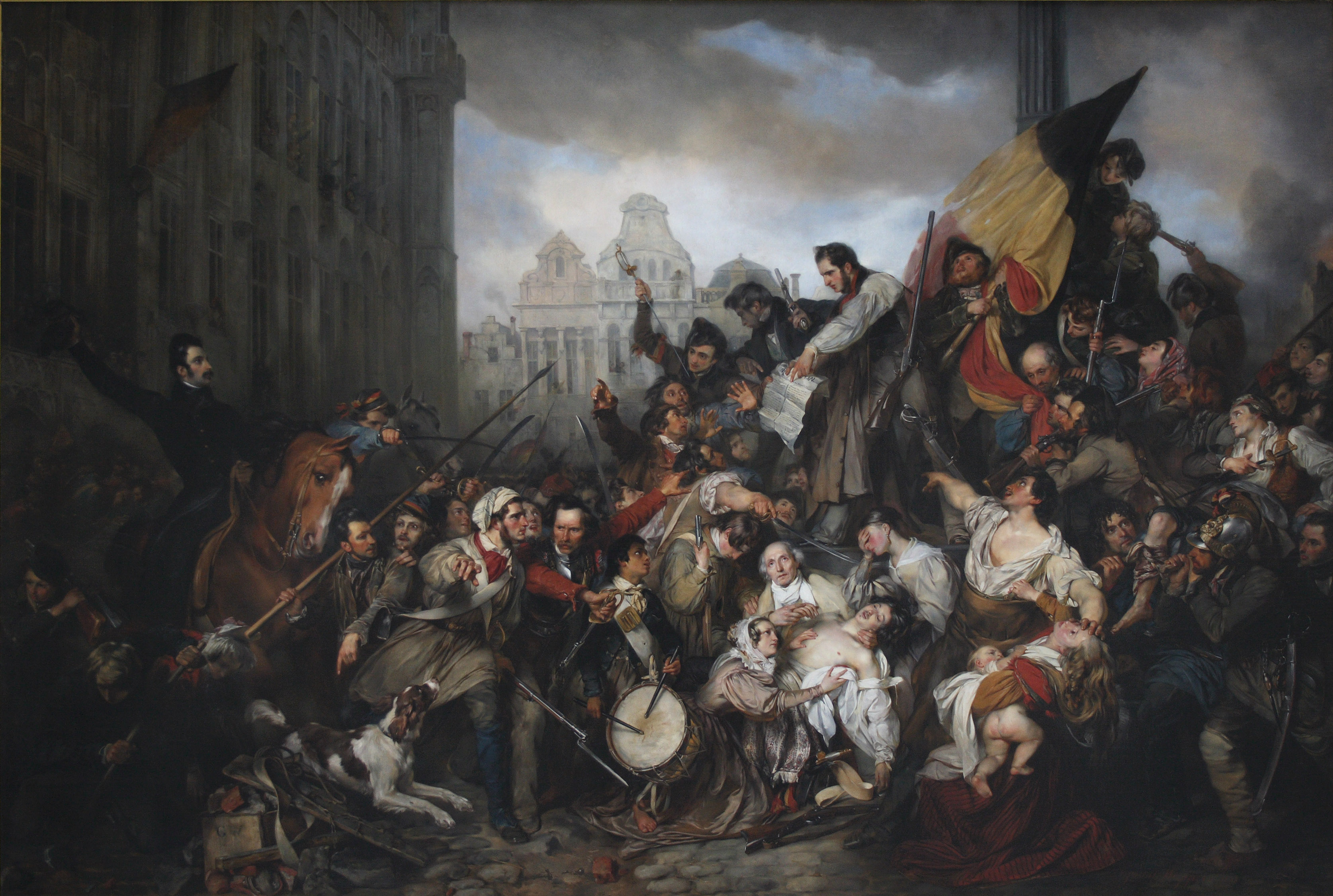
Episodio della Rivoluzione Belga del 1830, Gustaf Wappers, 1834

L’indipendenza venne raggiunta nel 1830 con lo scoppio della Rivoluzione belga, iniziata a Bruxelles il 25 agosto a seguito una rappresentazione dell'opera, di Daniel Auber, “La muta di Portici” al Teatro Reale della Monnaie. La città divenne la capitale e la sede del governo della nuova nazione, ed il Brabante meridionale fu rinominato semplicemente Brabante, con Bruxelles come centro amministrativo. Il 21 luglio 1831, Leopoldo I, il primo re dei belgi, salì al trono, intraprendendo la distruzione delle mura della città e la costruzione di numerosi edifici.

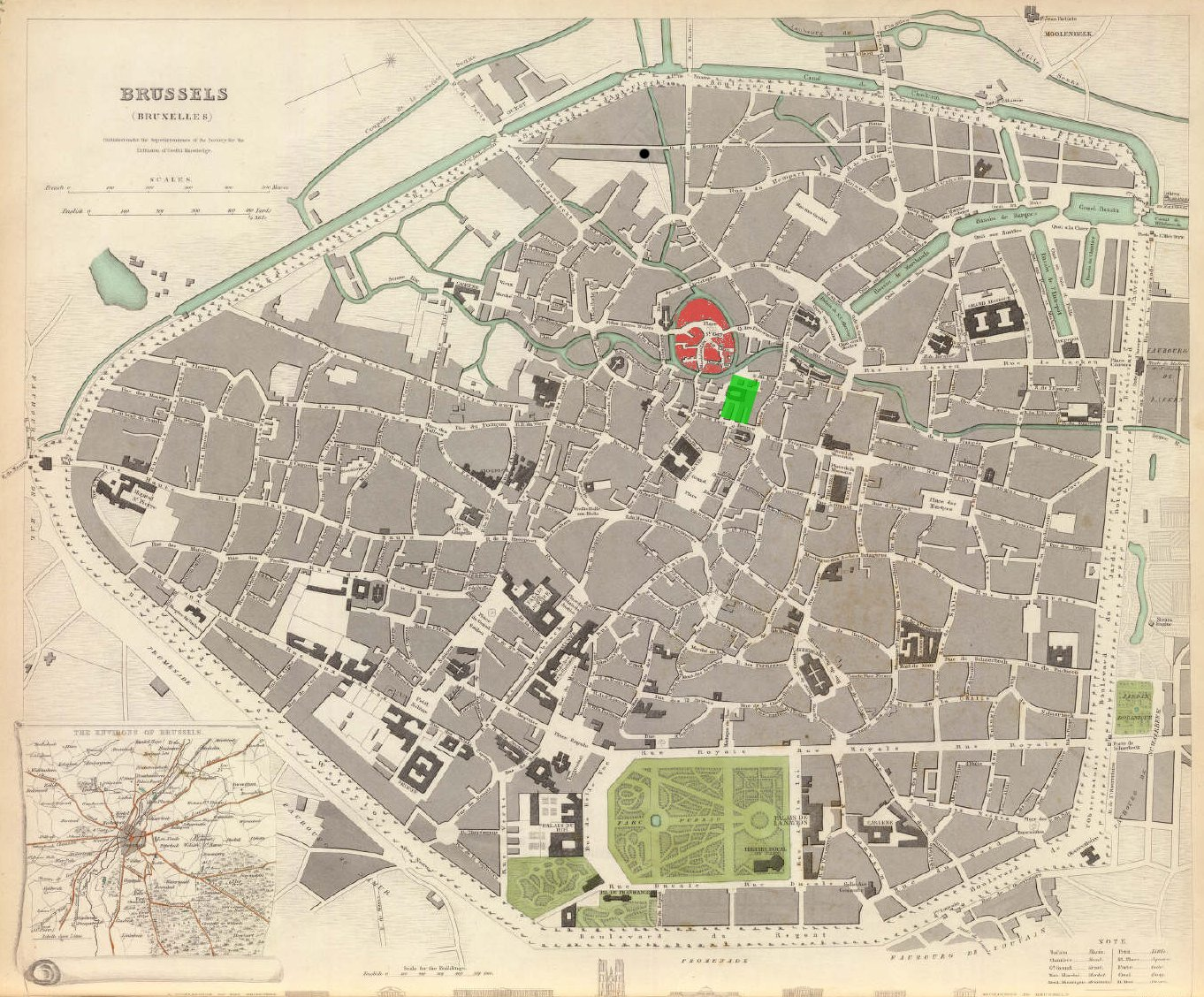
Bruxelles nel 1837

Dopo l'indipendenza Bruxelles subì molti cambiamenti: divenne un centro finanziario, grazie alle decine di società lanciate dalla Société générale de Belgique; la rivoluzione industriale e l'apertura del Canale Charleroi-Bruxelles nel 1832 portarono prosperità alla città attraverso il commercio e la produzione; la Libera università di Bruxelles fu fondata nel 1834 e l'Università Saint-Louis nel 1858; nel 1835 venne costruita la prima ferrovia per passeggeri, al di fuori dell'Inghilterra, che collegava il comune di Molenbeek-Saint-Jean con Mechelen.
Nel 1847 fu commissionata la costruzione dell'Avenue Louise, una strada monumentale fiancheggiata da castagni che avrebbe consentito un facile accesso al noto Bois de la Cambre. Tuttavia, il contiguo comune di Ixelles, attraverso il quale territorio sarebbe dovuta passare la strada, oppose una forte resistenza al progetto e, dopo anni di negoziati infruttuosi, nel 1864 Bruxelles annesse al proprio territorio comunale la stretta fascia di terra necessaria per la via, più il Bois de la Cambre stesso. Tale decisione spiega l'insolita protrusione sud-orientale della città di Bruxelles e la separazione di Ixelles in due parti separate. Anche il campus dell'Université libre de Bruxelles a Solbosch fa parte del comune di Bruxelles.

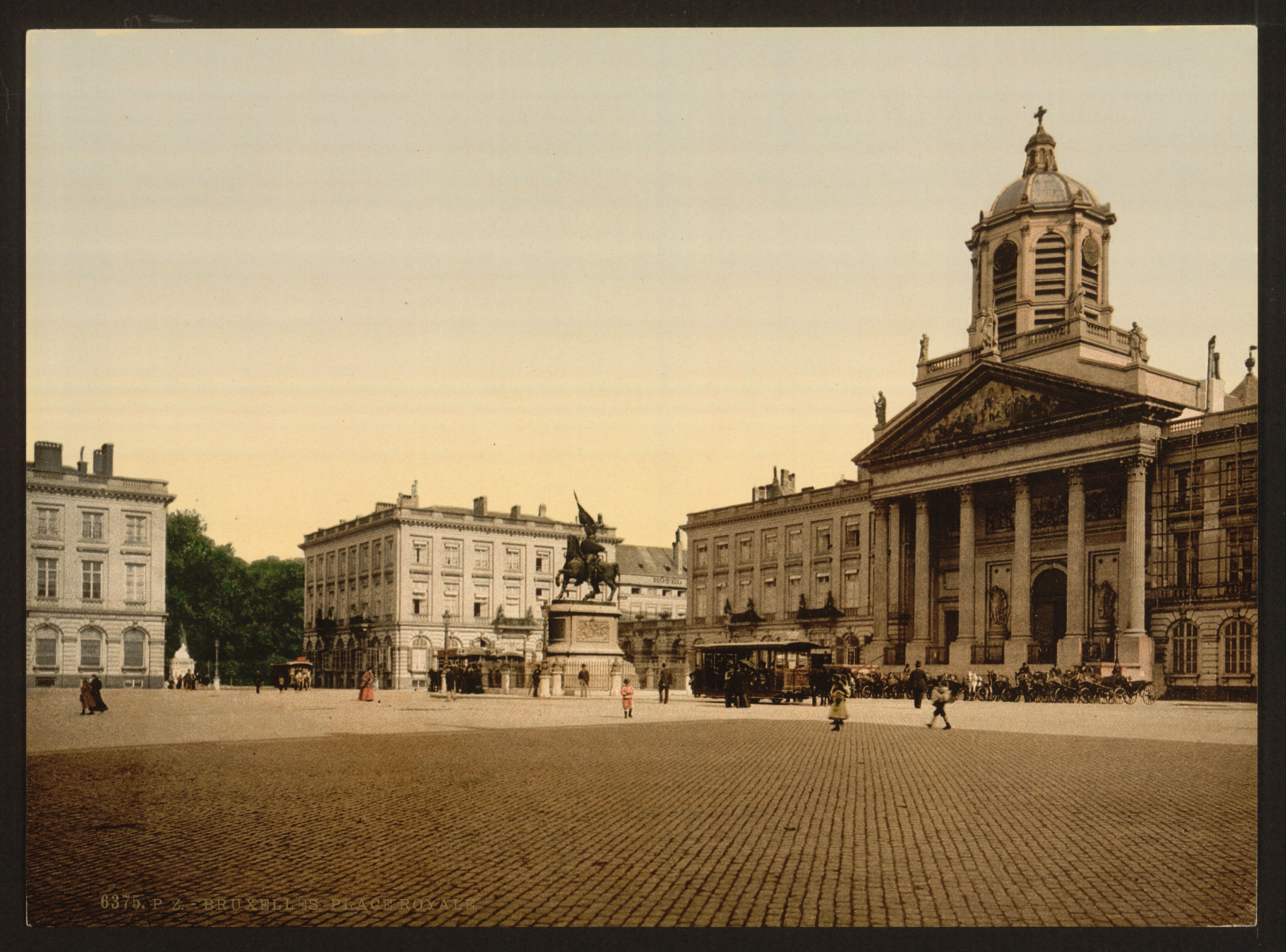
La Place Royale alla fine del XIX secolo

Durante il XIX secolo la popolazione di Bruxelles crebbe considerevolmente, passando da circa 80 000 a più di 625 000 abitanti tra la città e i suoi dintorni. Il Senne era diventato un grave pericolo per la salute dei cittadini e così, dal 1867 al 1871, sotto il mandato dell'allora sindaco della città, Jules Anspach, il suo intero corso attraverso l'area urbana venne completamente coperto. Ciò permise il rinnovamento urbano e la costruzione di edifici moderni in stile Haussmann lungo i grandi viali centrali, caratteristici del centro di Bruxelles oggi, iniziando uno sviluppo protrattosi per tutto il regno di Leopoldo II. Edifici che risalgono a questo periodo sono la Borsa di Bruxelles del 1873, il Palazzo di Giustizia del 1883 e la Chiesa reale di Santa Maria del 1885. Inoltre, grazie all'Esposizione Internazionale del 1897, ci fu una notevole promozione delle infrastrutture. Tra le altre cose, il Palazzo delle Colonie, l'attuale Museo reale per l'Africa Centrale, nel sobborgo di Tervuren, venne collegato alla capitale dalla costruzione di un grande viale lungo 11 km.
Bruxelles divenne una delle principali città europee per lo sviluppo dello stile Art Nouveau negli anni 1890 e nei primi anni del 1900. Gli architetti Victor Horta, Paul Hankar e Henry van de Velde erano noti per i loro innovativi progetti, molti dei quali sopravvivono oggi; Henry van de Velde era anche noto per i suoi progetti in stile Art déco.

### Dal XX secolo ad oggi

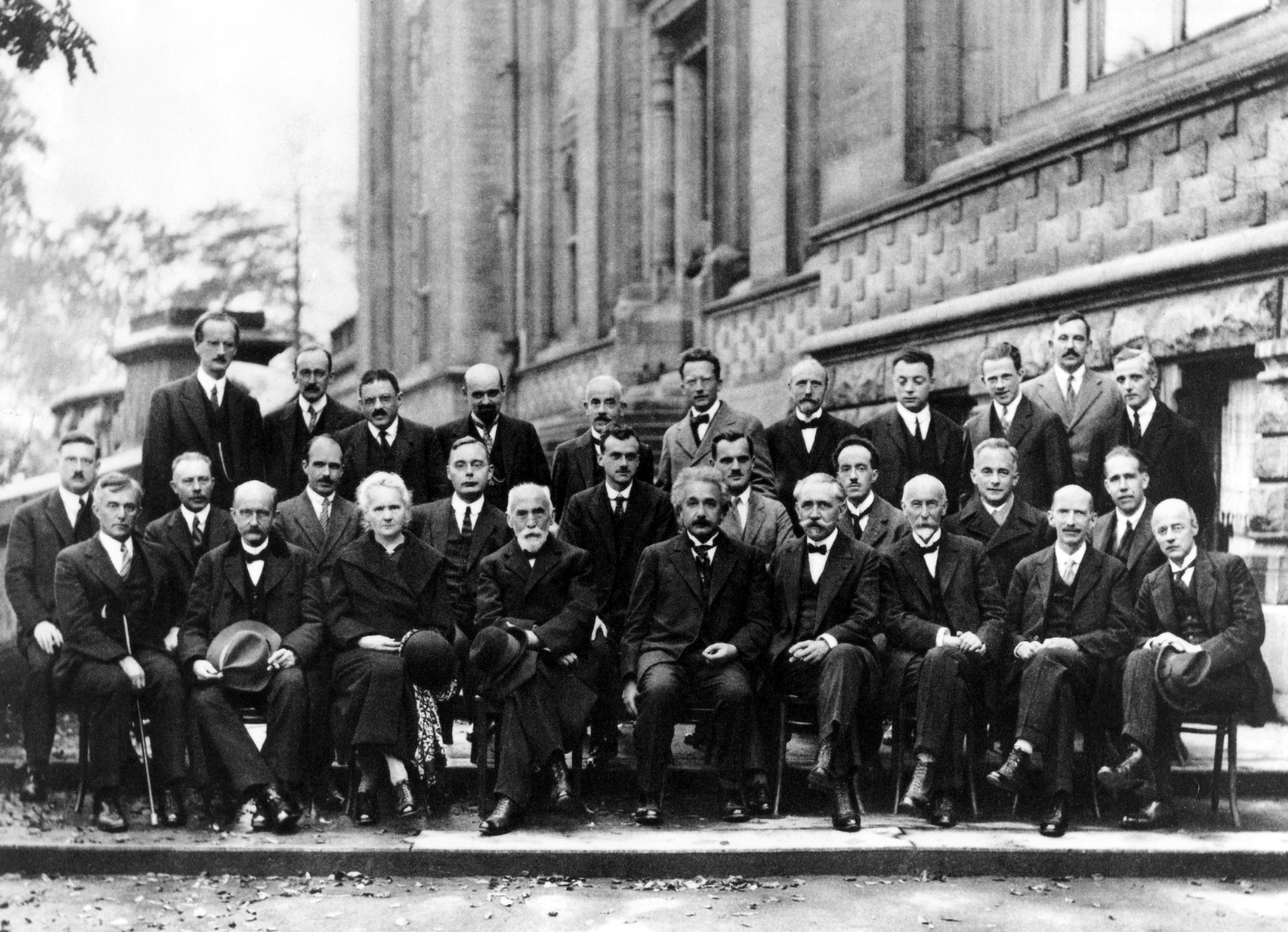
La Conferenza Solvay del 1927, la quinta conferenza mondiale sulla fisica.

Durante il XX secolo la città ha ospitato varie fiere e conferenze, tra cui una Conferenza Solvay sulla chimica e sulla fisica nel 1927 e tre fiere mondiali: l'Esposizione internazionale di Bruxelles del 1910, l'Esposizione internazionale di Bruxelles del 1935 e la Fiera mondiale di Bruxelles del 1958, la prima dopo la seconda guerra mondiale. Nel 1914, durante la prima guerra mondiale, Bruxelles venne occupata dalle truppe tedesche che, tuttavia non causarono ingenti danni.
Nel 1921 il comune di Bruxelles inglobò i comuni settentrionali di Haren, Laken e Neder-Over-Heembeek.

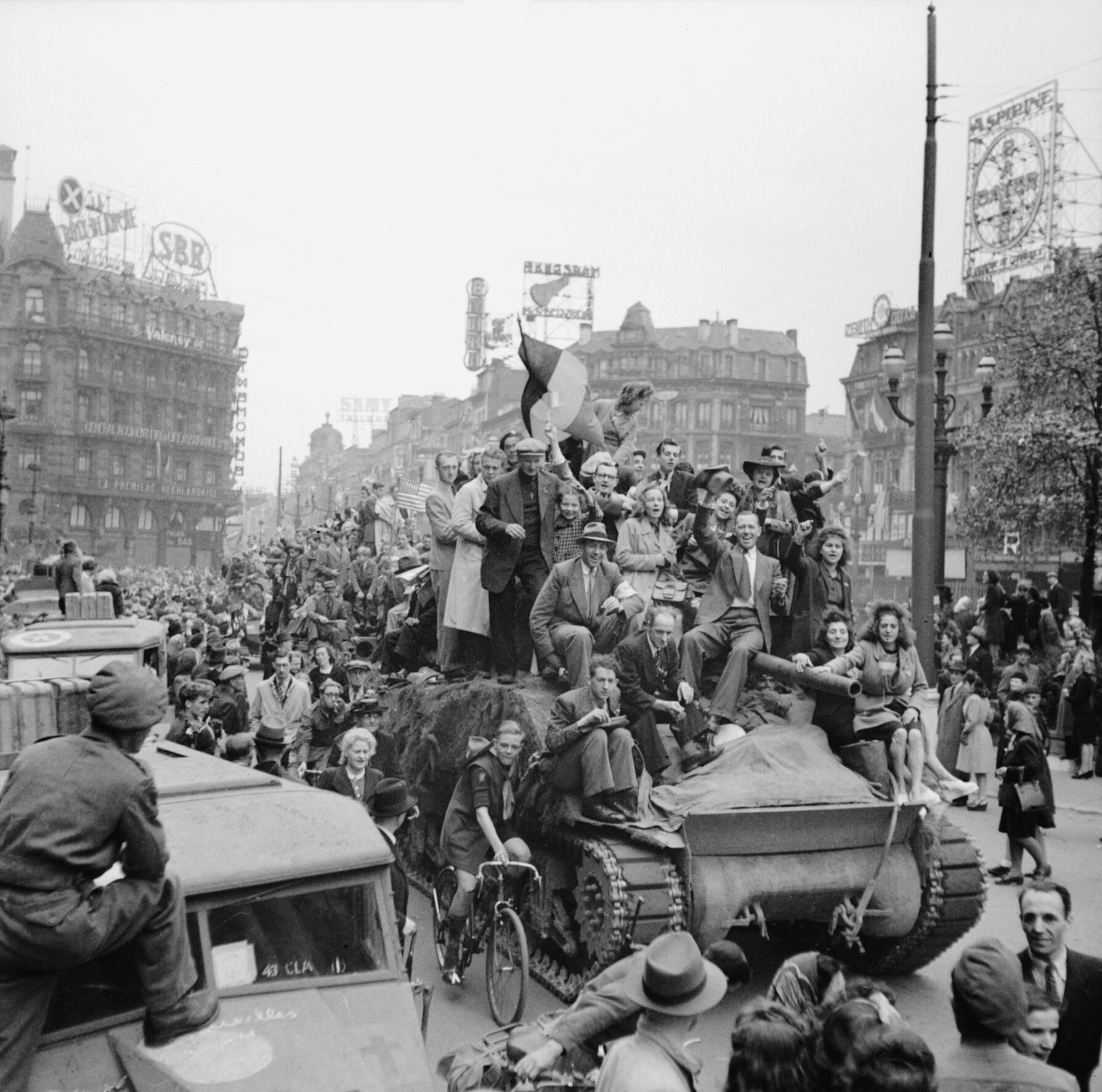
Le truppe inglesi entrano a Bruxelles il 4 Settembre 1944

Nel 1940, durante la seconda guerra mondiale, fu nuovamente occupata dalle forze tedesche e non subí gravi danni, prima di essere liberata dalla British Guards Armoured Division il 3 settembre 1944. L'aeroporto di Bruxelles, nel sobborgo di Zaventem, risale all'occupazione tedesca.
Dopo la seconda guerra mondiale Bruxelles vide un'ampia modernizzazione: la costruzione del collegamento Nord-Sud, che collega le principali stazioni ferroviarie della città, fu iniziato nel 1936 e, dopo una quasi sospensione dei lavori durante la guerra, completato nel 1952, mentre il primo servizio pre-metro (metropolitana) è stato lanciato nel 1969 e la prima linea della metropolitana è stata aperta nel 1976. A partire dai primi anni 1960 Bruxelles divenne la capitale de facto di quella che sarebbe poi diventata l’Unione europea, motivo per cui quindi costruiti numerosi edifici moderni che hanno profondamente modificato la morfologia cittadina, ciò avvenne con poco riguardo per l'estetica degli edifici più recenti e numerosi punti di riferimento architettonici sono stati demoliti per far posto a edifici più nuovi che spesso si scontravano con l’estetica l'ambiente circostante, denominando tale processo Brusselizzazione.
A differenza di quanto avvenne nelle altre città principali del Belgio, i comuni contigui a Bruxelles, rimasti indipendenti, mantennero la loro autonomia con le riforme amministrative del 1964, 1970 e 1975, e oggi fanno parte, assieme al comune di Bruxelles, della Regione di Bruxelles-Capitale, ormai completamente urbanizzata, mentre altri comuni circostanti, parte dell'area metropolitana brussellese, fanno parte della provincia del Brabante Fiammingo nella regione delle Fiandre, di cui la regione brussellese è un'enclave.
Bruxelles è stata tristemente al centro delle cronache per la strage dell'Heysel, avvenuta il 29 maggio 1985.
La Regione Bruxelles-Capitale è stata costituita il 18 giugno 1989, dopo una riforma costituzionale dell'anno precedente. È una delle tre regioni federali del Belgio, insieme alle Fiandre e alla Vallonia, e ha uno status bilingue. L'iride gialla è l'emblema della regione (in rimando alla presenza di questi fiori sul sito originale della città) e una versione stilizzata è presente sulla sua bandiera ufficiale.
Negli ultimi anni Bruxelles è diventata sede di importanti eventi internazionali: nel 2000 è stata nominata Capitale europea della cultura insieme ad altre otto città europee; nel 2013 la città è stata sede dell'accordo di Bruxelles; nel 2014 ha ospitato il 40° vertice del G7 e nel 2017, 2018 e 2021 rispettivamente il 28°, il 29° e il 31° vertice NATO.
Il 22 marzo 2016 Bruxelles è stata vittima di una serie di attentati rivendicati dall'ISIS che hanno fatto esplodere tre ordigni coordinati due all'aeroporto e uno alla stazione della metropolitana Maelbeek/Maalbeek, causando 32 vittime, la morte dei 3 attentatori suicidi e 330 feriti. È stato l'atto di terrorismo più letale in Belgio.

## Monumenti e luoghi d'interesse

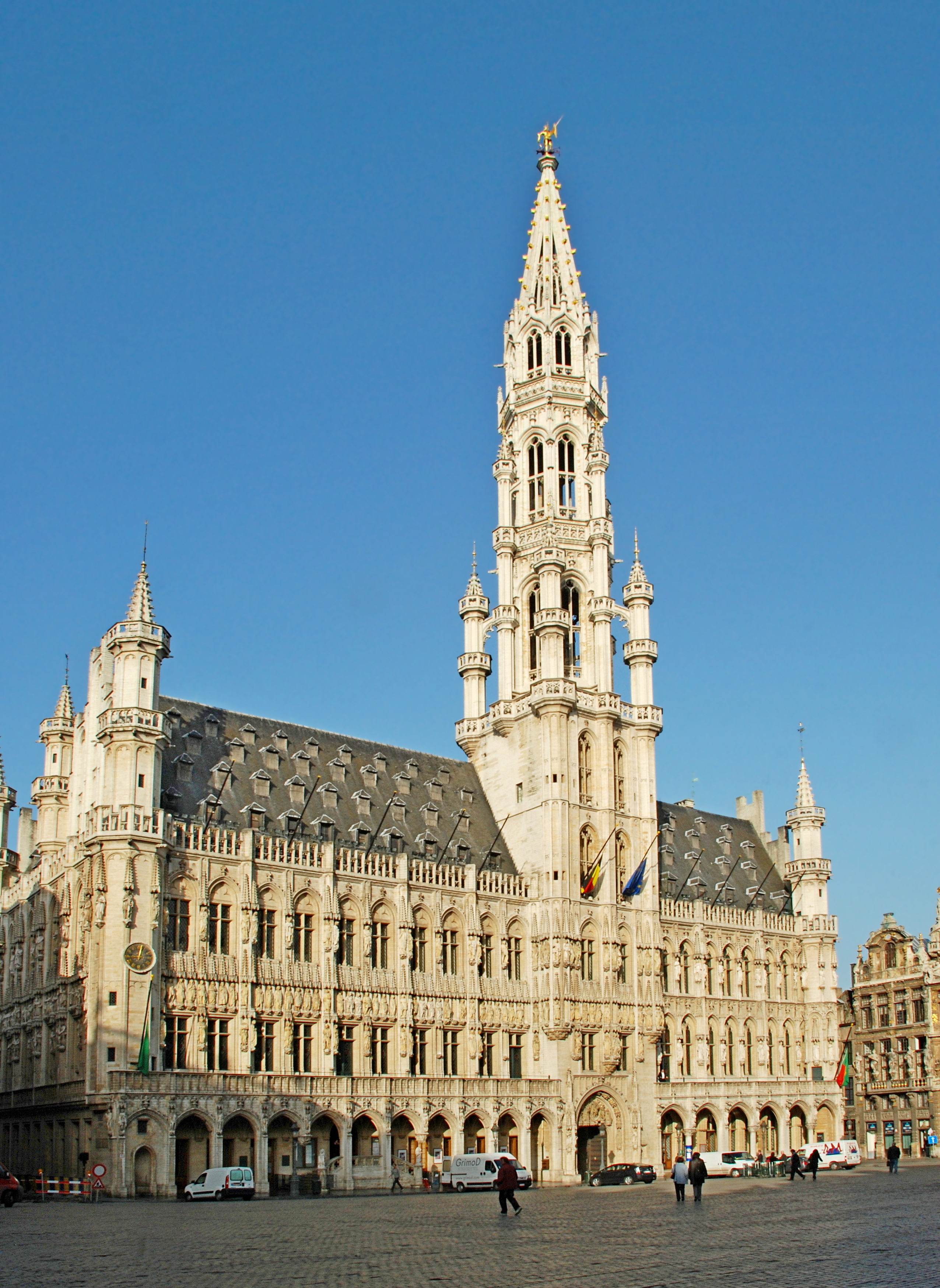
Il municipio sulla Grand Place.
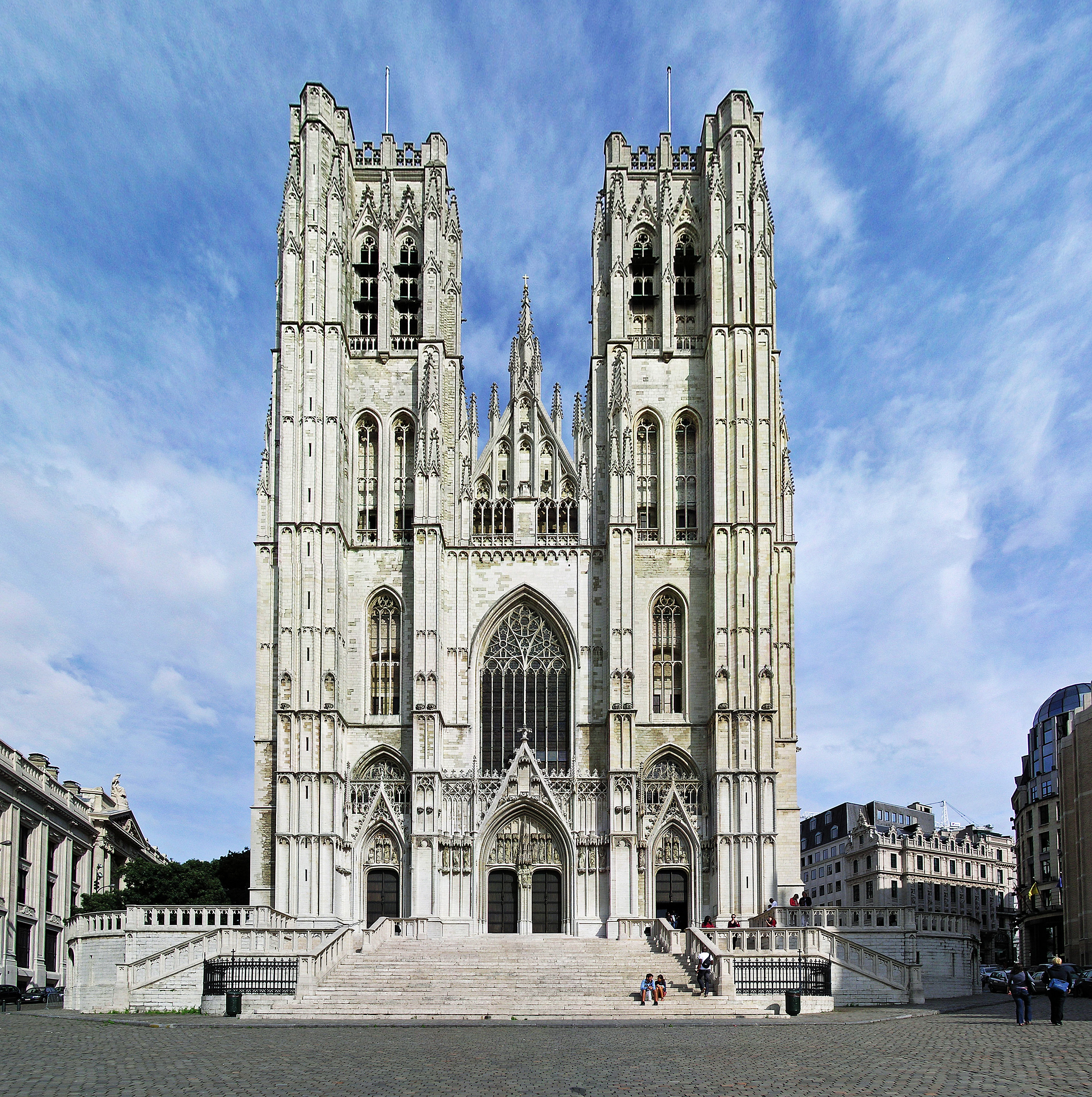
La cattedrale di San Michele, gotico brabantino.
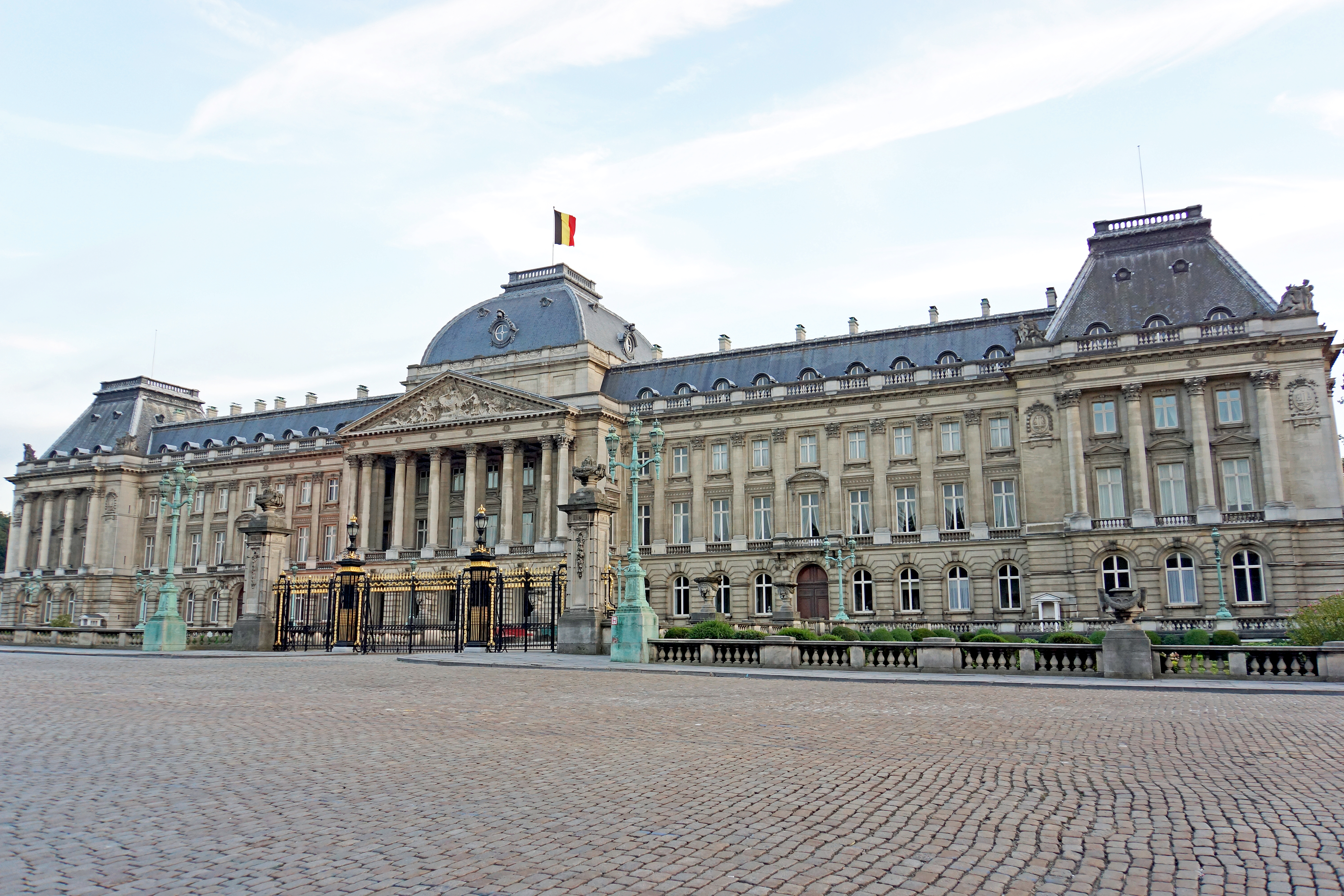
Palazzo Reale di Bruxelles
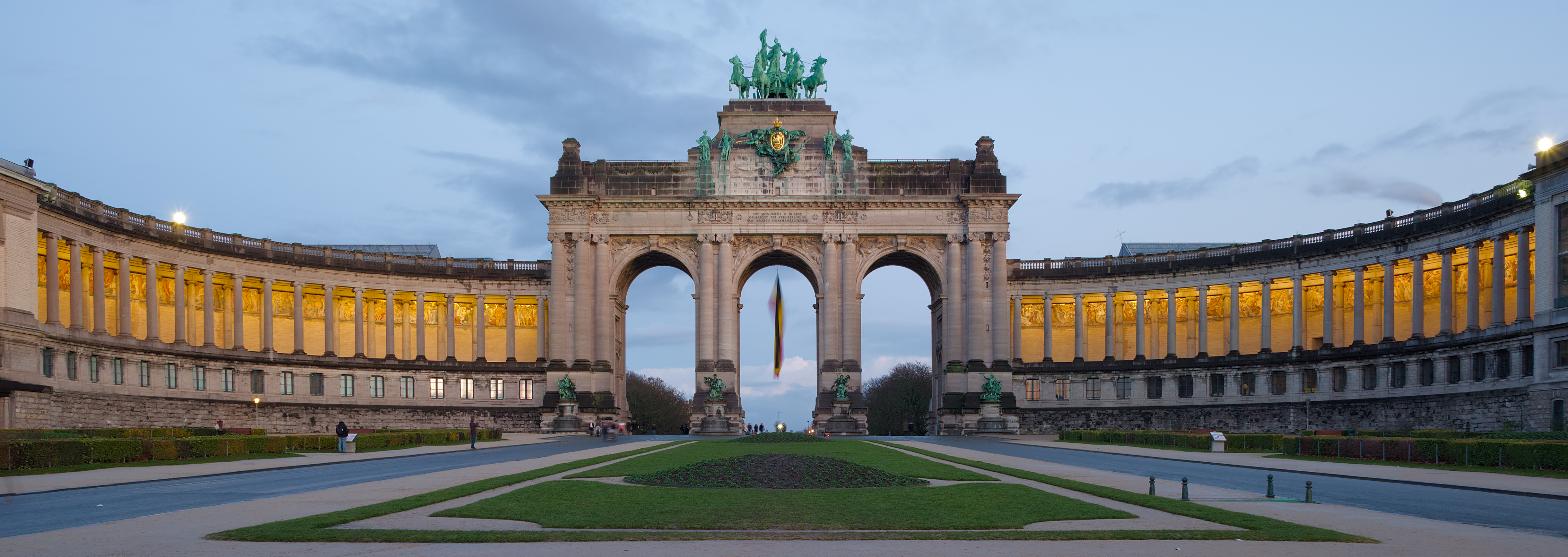
L'arco del Parco del Cinquantenario.
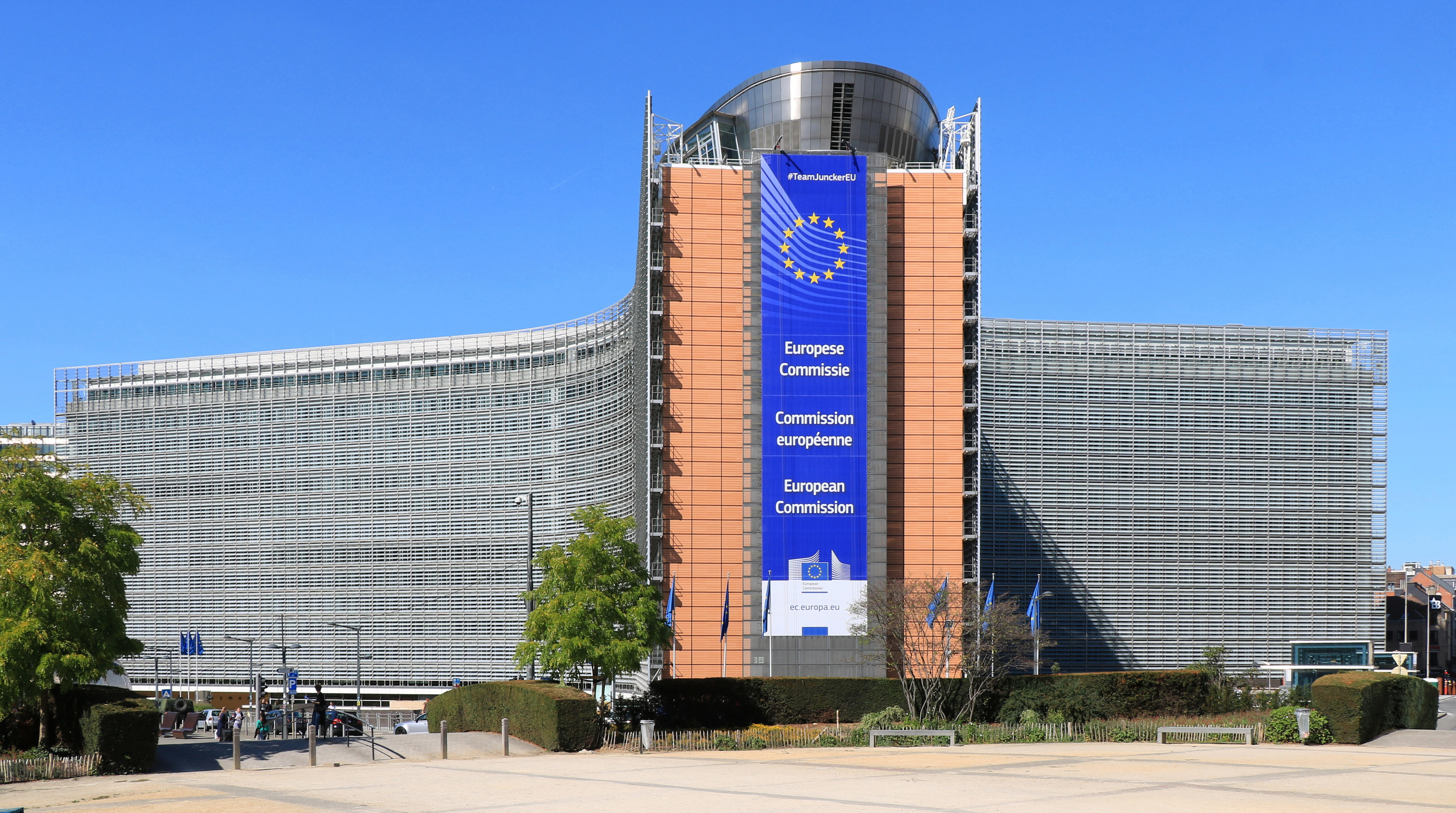
Palazzo Berlaymont.
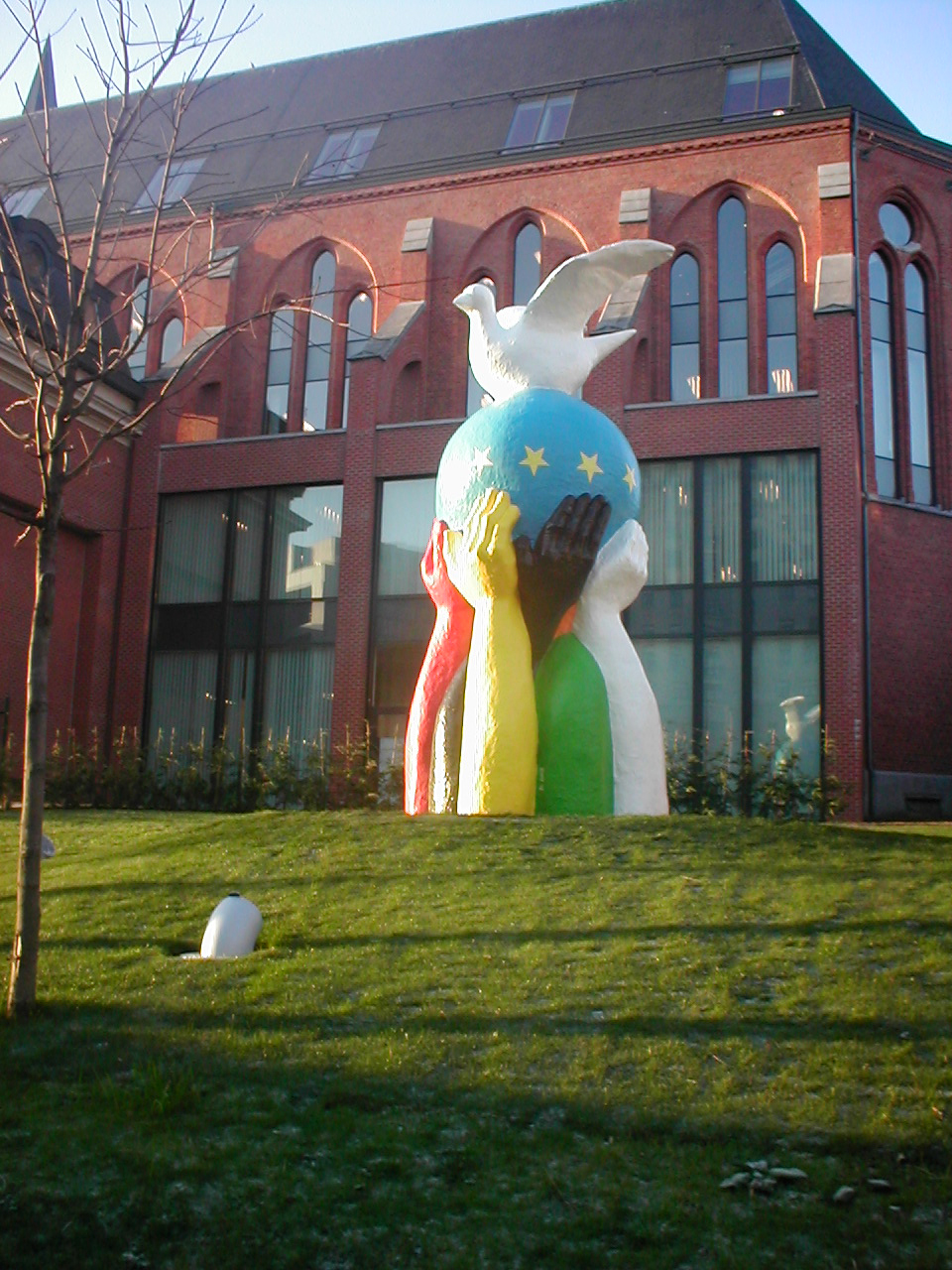
Statua dell'Europa - l'Unità nella Pace.
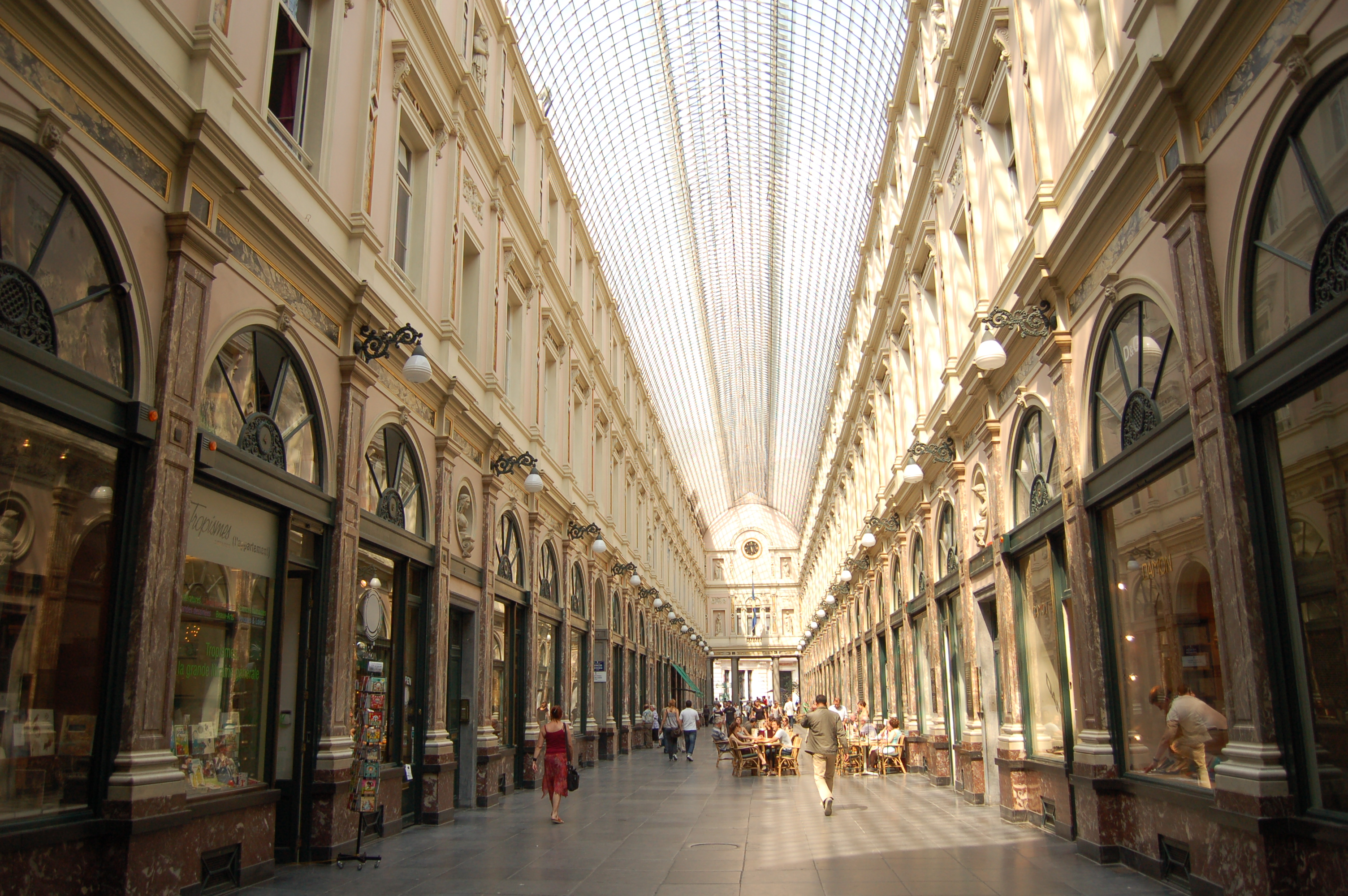
Le Gallerie Reali Saint-Hubert.

### Architetture civili

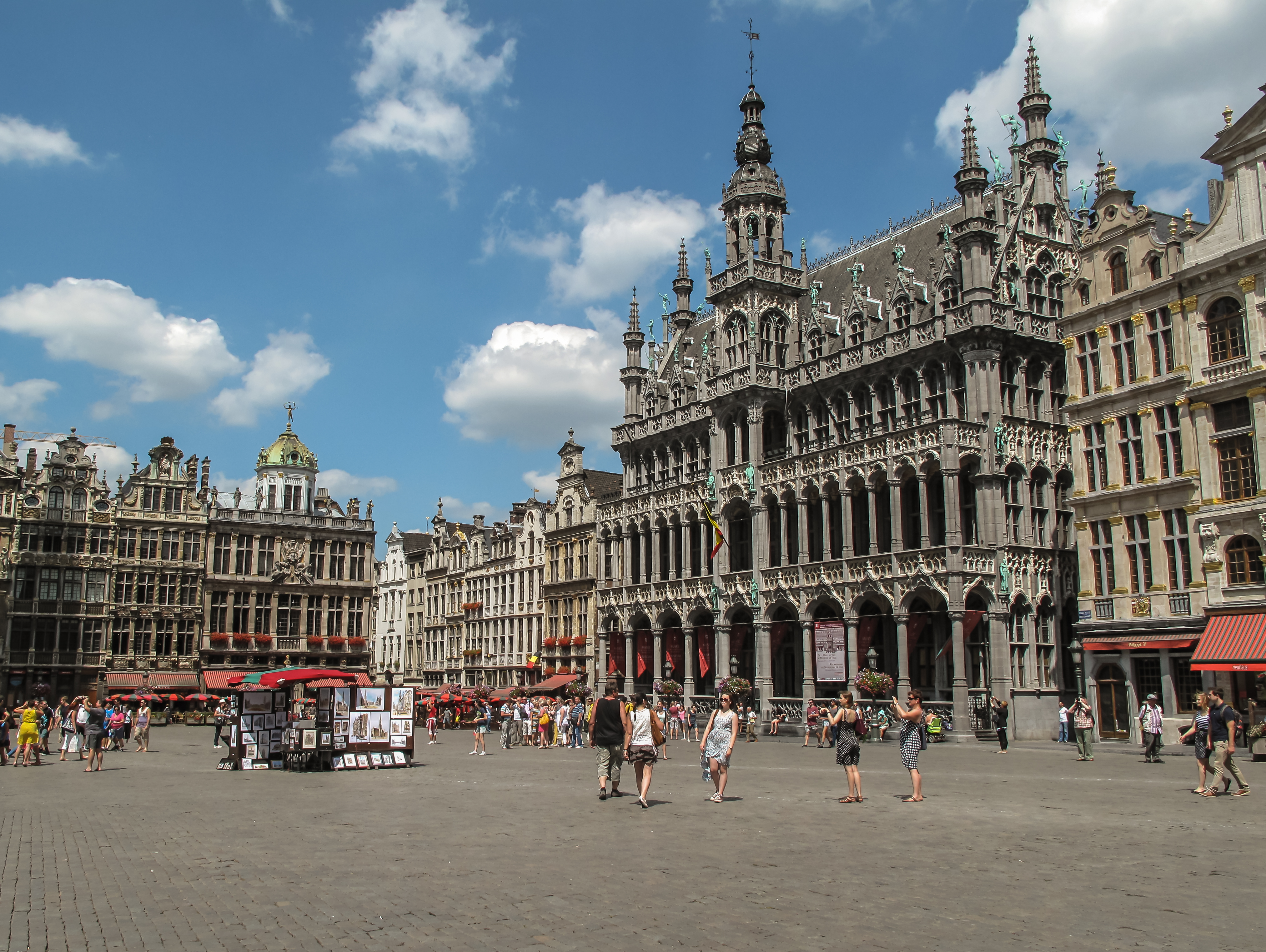
La Grand Place

- La Grand Place è la piazza centrale e storica della città. Circondata dai maggiori monumenti cittadini e dalle belle case delle corporazioni, è ritenuta una delle più belle piazze del mondo. La Grand Place di Bruxelles è stata iscritta nel 1998 nella lista del patrimonio dell'umanità dell'UNESCO.
  - Il Municipio di Bruxelles è uno dei più begli esempi di Palazzi pubblici in Europa, e uno dei più alti capolavori dello stile Gotico brabantino, eretto fra il 1402 e il 1455.
  - La Tour Inimitable è il Beffroi di Bruxelles e sorge al centro della facciata del Municipio. Costituisce uno dei capolavori assoluti dell'Architettura gotica secondo lo stile Gotico brabantino, è tra le più belle torri civiche del mondo, eretta fra il 1449 e il 1454 da Jan van Ruysbroeck.
  - La Maison du Roi, era l'antico mercato coperto del pane, costruito nel XVI secolo in stile gotico brabantino e restaurato nel XIX secolo.
- Il Palazzo Reale, residenza ufficiale del re del Belgio, venne costruito fra la fine del XIX e l'inizio del XX secolo in stile neobarocco francese.
- Il Palazzo di Egmont è un antico palazzo nobiliare eretto a partire dal 1548 e più volte rifatto fino ad assumere le forme odierne nel XVIII secolo. Ospita il Ministero degli esteri belga.
- Le Case di Victor Horta a Bruxelles sono una serie di edifici progettati da Victor Horta in stile Art Nouveau, sono uno dei patrimoni dell'umanità dell'UNESCO del Belgio.
- Il Palazzo di Giustizia venne costruito tra il 1866 e il 1883 dall'architetto Joseph Poelaert.

### Architetture religiose

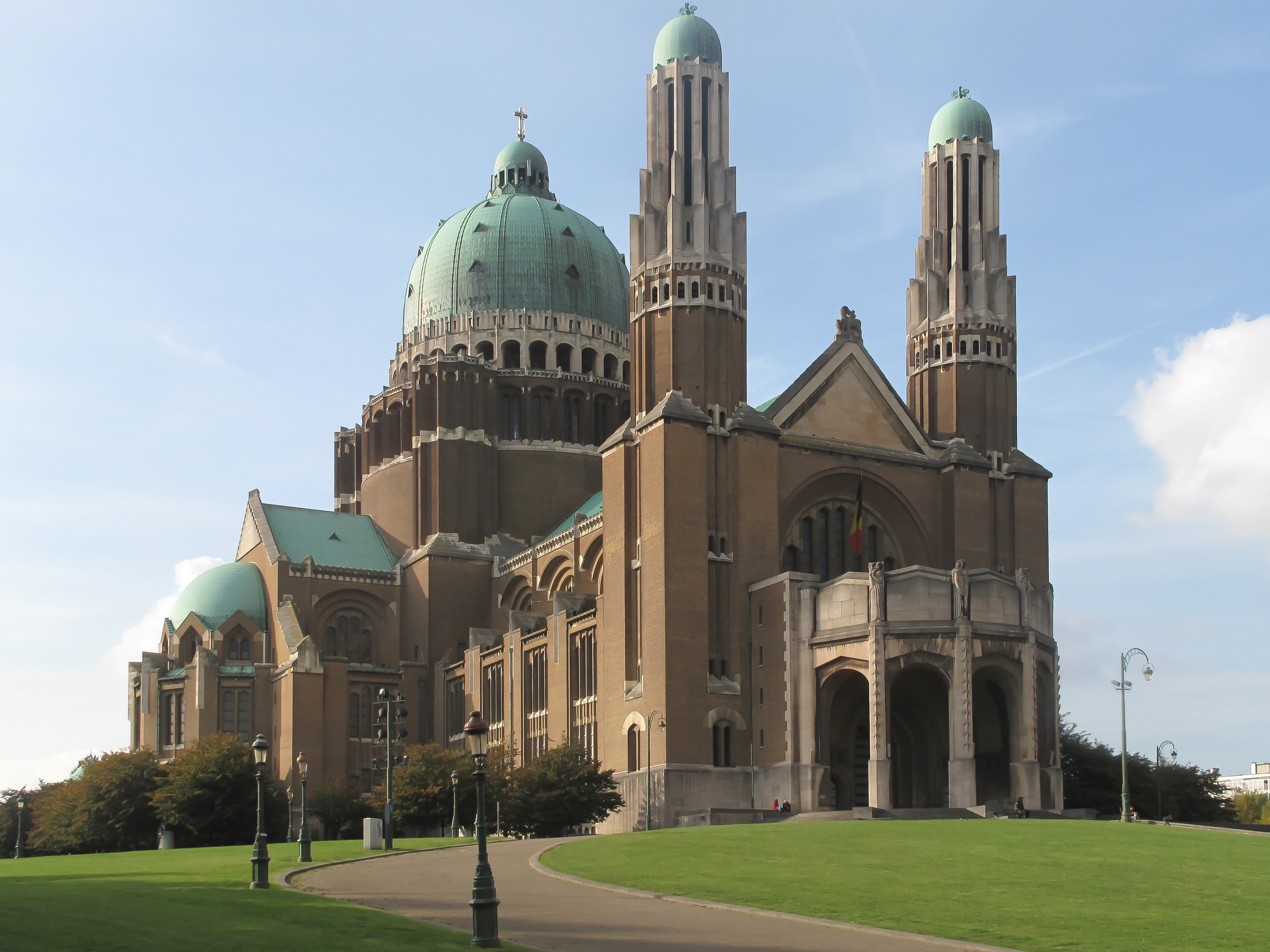
Basilica del Sacro Cuore

- La Cattedrale di Bruxelles è un grandioso edificio gotico brabantino eretto a partire dal 1226 e ricco di opere d'arte.
- La Chiesa di Notre-Dame du Sablon è uno dei maggiori monumenti cittadini e uno dei capolavori del gotico brabantino. Venne eretta fra la fine del XIV e l'inizio del XV secolo.
- La Chiesa di Notre-Dame de la Chapelle, venne eretta in stile romanico nel 1210 e rifatta dopo l'incendio del 1475 in stile gotico brabantino.
- La Chiesa di Nostra Signora delle Clarisse è una bella opera eretta in uno stile di transizione dal rinascimento al barocco dell'architetto Lucas Faydherbe.
- La Chiesa di San Giovanni Battista al Beghinaggio è il più bell'edificio barocco della città, eretto a partire fra il 1657 e il 1676 da Lucas Faydherbe. All'interno conserva un ricco mobilio coevo.
- La Chiesa di Saint Jacques-sur-Coudenberg, costruzione neoclassica eretta a partire dal 1776.
- La Basilica del Sacro Cuore a Koekelberg.

### Castelli e architetture militari

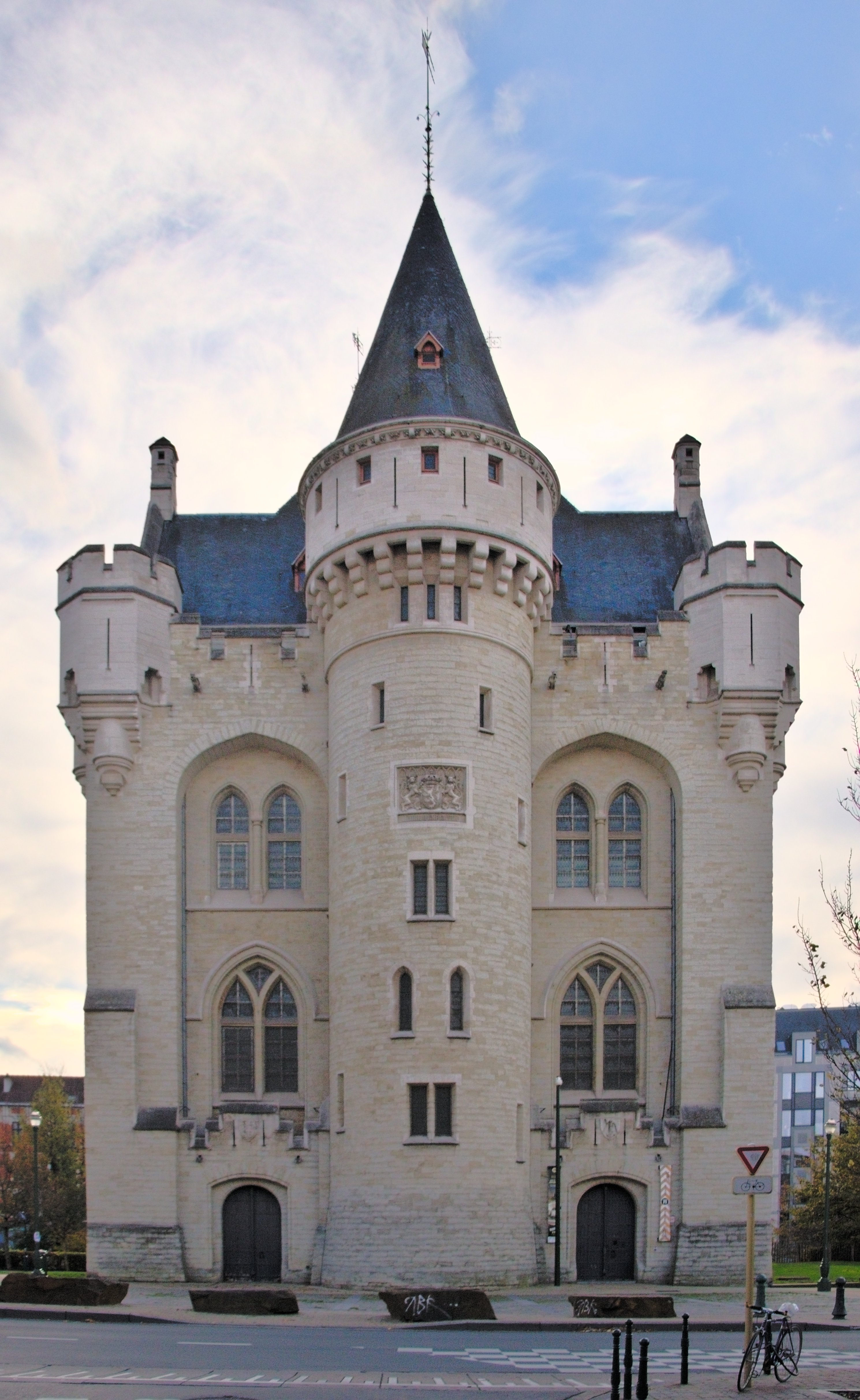
Porta di Halle

- Castello reale di Laeken
- Porta di Halle
- Fortificazioni di Bruxelles

### Altro
- Manneken Pis
- Atomium
- Parco del Cinquantenario
- Heysel
- Mini-Europe
- Statua dell'Europa
- Ric's Art Boat e Ric's River Boat
- Torre del Sud
- Jeanneke Pis
- Het Zinneke
- Square du Bois

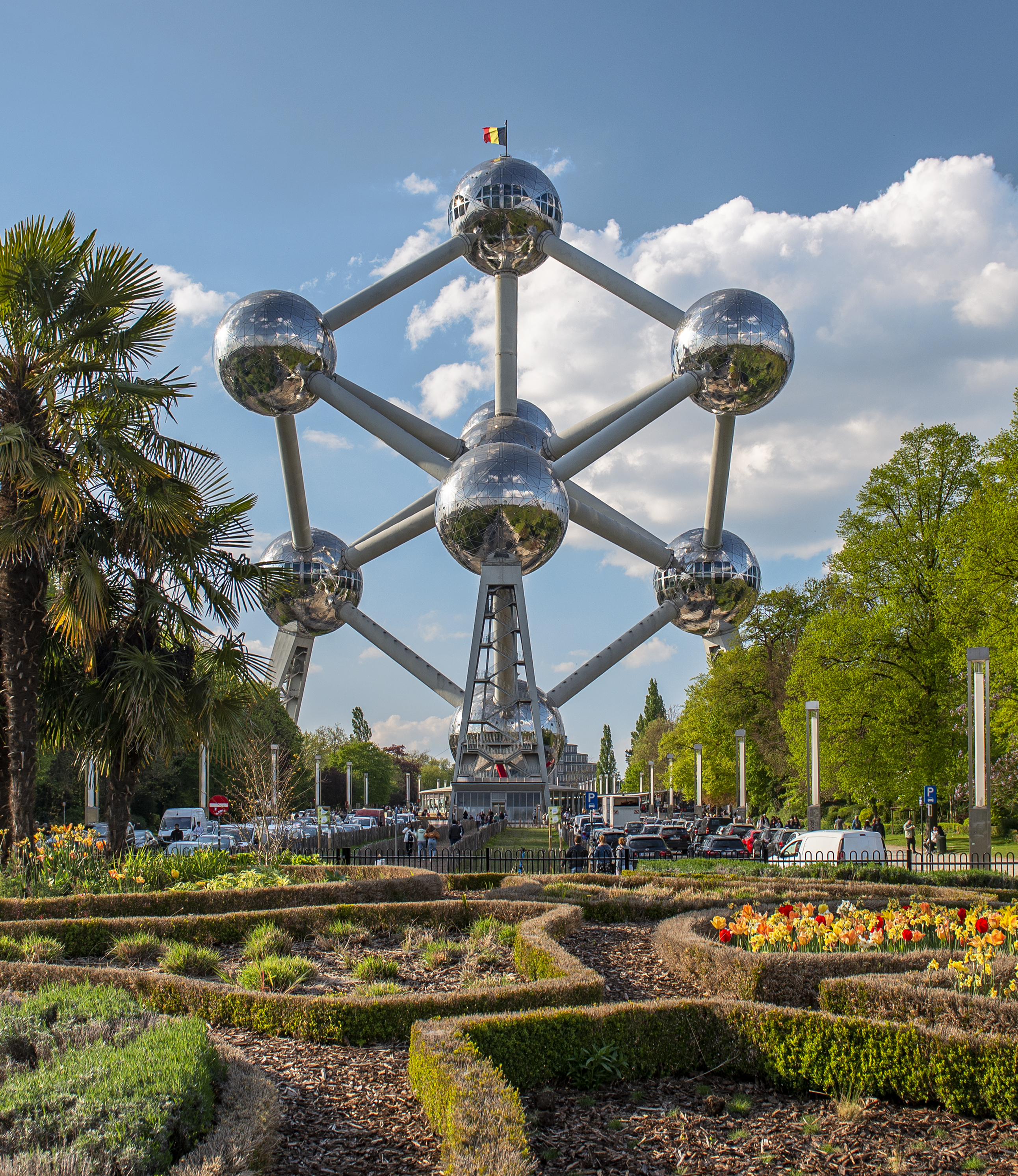
Atomium

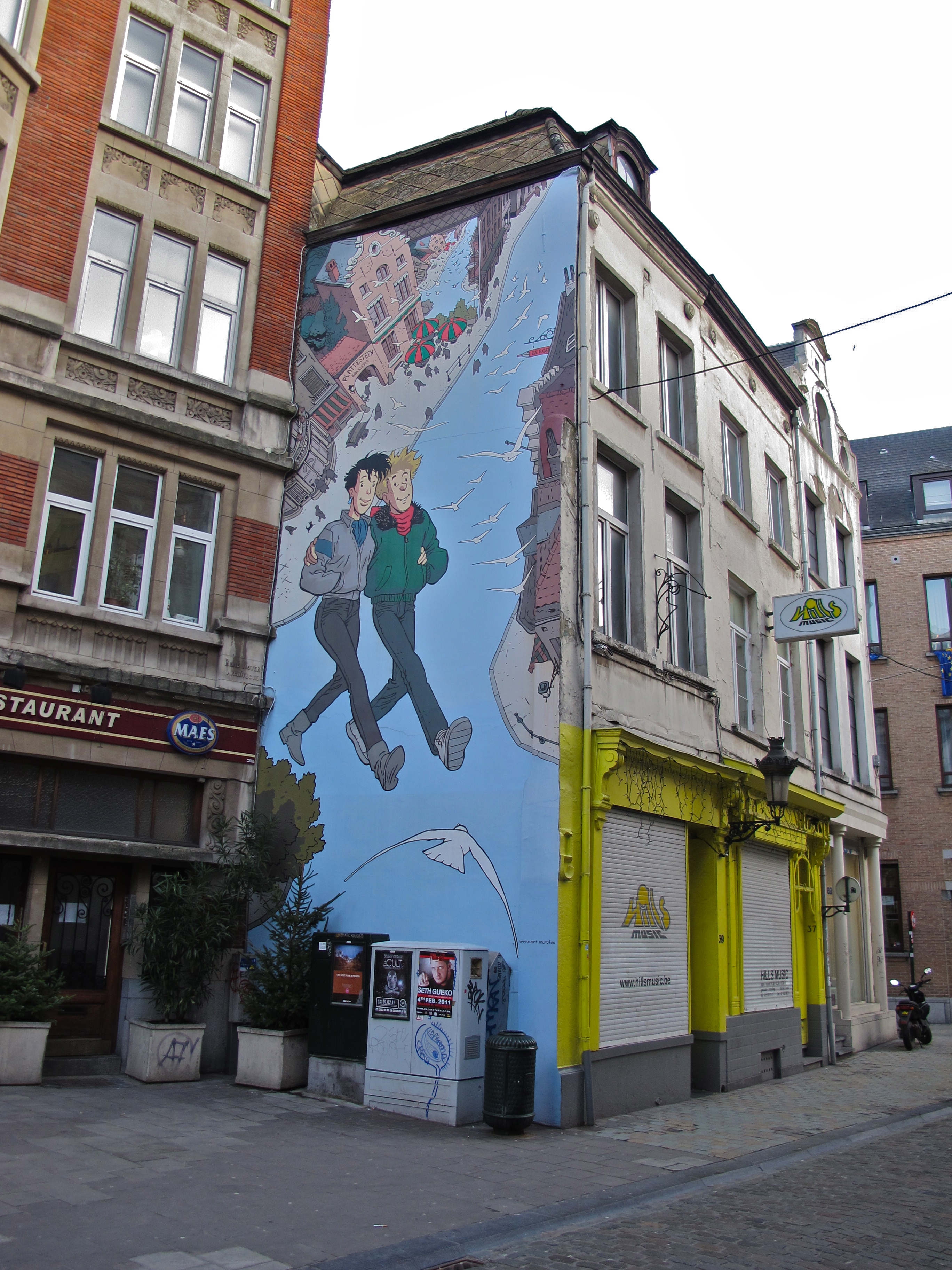
Murale del percorso fumettistico, con dei personaggi di un'opera belga intitolata Broussaille (Ragebol in olandese), di Frank Pé.

- Itinerario dei fumetti di Bruxelles.

## Società

### Lingue e dialetti
L'idioma originale dell'area di Bruxelles era un dialetto fiammingo brabantino dell'olandese. A partire dal XIX secolo lo Stato belga favorì un processo di francesizzazione della città, accelerato anche dall'immigrazione dalla Vallonia e dalla Francia. Il locale dialetto brabantino venne fortemente influenzato dalla lingua francese, sviluppandosi nel marollien. Il francese venne adottato anche dalla locale popolazione fiamminga, prima dalla componente borghese e poi anche dalle classi lavoratrici, dato anche l'enorme prestigio associato a questi all'epoca. L'immigrazione dall'Europa meridionale e dal Maghreb favorirono poi questo processo, dal momento che gli immigrati preferirono adottare il francese. La città si trasformò quindi in una città a maggioranza francofona nel XX secolo.
La Regione di Bruxelles-Capitale è ufficialmente bilingue francese e olandese. Non esistono statistiche ufficiali sulla prima lingua degli abitanti e sarebbero comunque difficili da raccogliere, poiché le famiglie "miste" non sono rare. Stime della percentuale di abitanti che parlano olandese come prima lingua variano tra il 7,5% e il 15% della popolazione, e si basano sulla lingua usata per comunicare con le autorità comunali e sui risultati elettorali dei partiti di lingua olandese. Esiste una consistente popolazione di lingua francese nella periferia di Bruxelles, zona ufficialmente parte delle Fiandre. Nella maggior parte delle municipalità contigue alla Regione di Bruxelles-Capitale, la popolazione di lingua francese forma piccole maggioranze. Le rivendicazioni linguistiche di queste comunità legate anche ad un'ipotetica espansione della Regione di Bruxelles-Capitale sono oggetto di accesi dibattiti nella politica belga.

## Cultura

### Istruzione

#### Università e accademie
Bruxelles ha diverse università, quattro di queste sono l'Université Libre de Bruxelles (ULB), la Vrije Universiteit Brussel (VUB), le Facultés universitaires Saint-Louis (FUSL) e la Katholieke Universiteit Brussel (KUB) nonché le facoltà di medicina dell'Université catholique de Louvain (UCL), situata nel quartiere Alma presso il grande ospedale "Saint Luc".
Il Palazzo delle Accademie di Bruxelles ospita sia l'Accademia reale di scienze, lettere e belle arti del Belgio, detta "Teresiana", che è l'accademia delle scienze della Comunità francofona del Belgio, sia l'Accademia reale fiamminga del Belgio per le scienze e le arti, che funge da accademia delle scienze della Comunità fiamminga del Belgio.

#### Biblioteche e archivi
- Biblioteca reale del Belgio

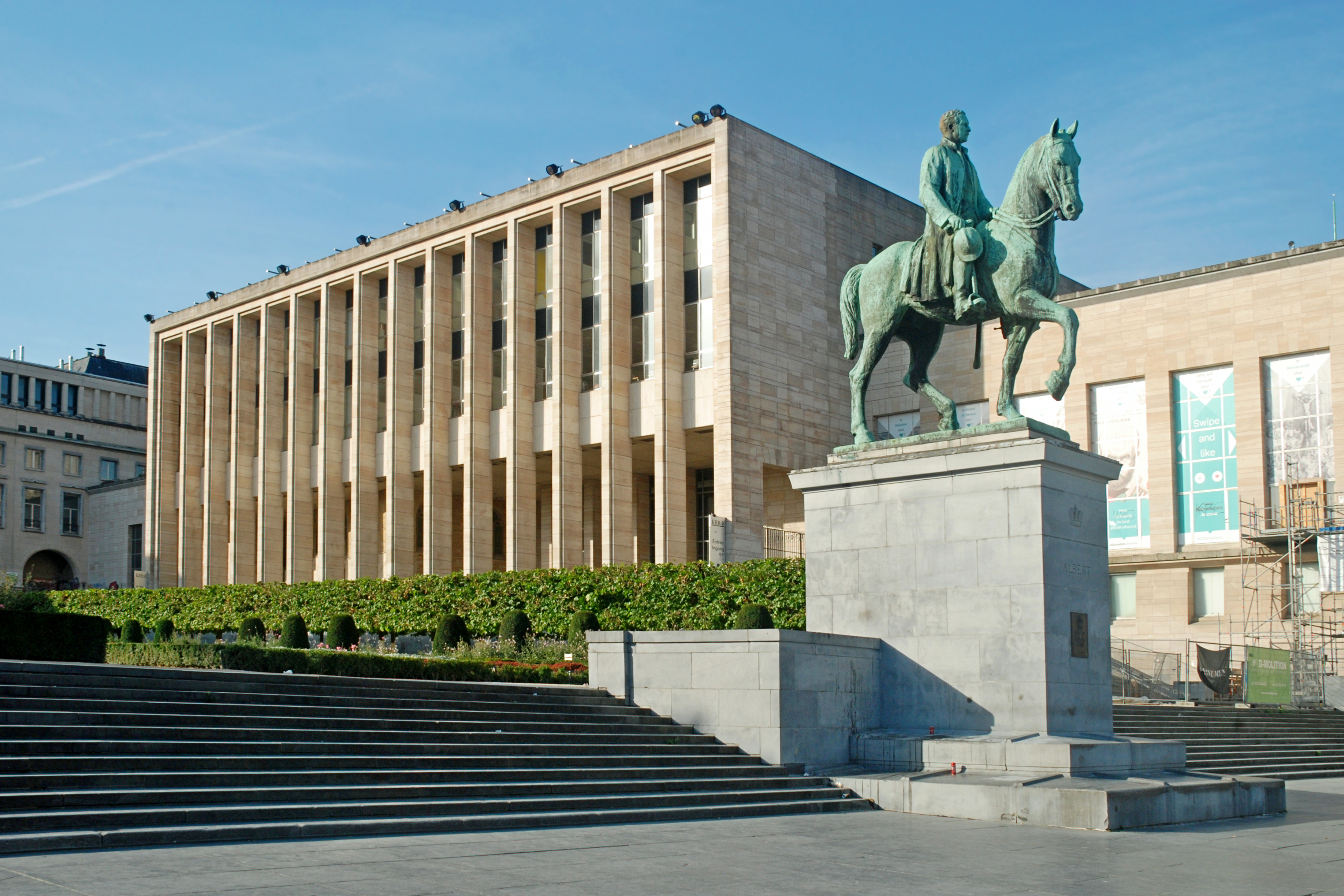
Biblioteca reale del Belgio

- Bibliothèque des Archives générales du Royaume
- Bibliothèque Centrale Francophone du CERIA
- Bibliothèque scientifique de l'Institut royal des Sciences naturelles
- Bibliothèque et photothèque de l'Institut royal du Patrimoine artistique
- L'Infothèque-Bibliothèque du Service public fédéral Finances
- Bibliothèque du Jardin Botanique National de Belgique
- Bibliothèque centrale du Service Public Fédéral Justice
- Bibliothèque du Conservatoire royal de Bruxelles
- Bibliothèque du Musée des Instruments de Musique
- Bibliothèques du Musée royal de l'Afrique Centrale
- Bibliothèques des Musées royaux d'Art et d'Histoire
- Bibliothèque et centre de documentation des Musées royaux des Beaux-Arts de Belgique
- Bibliothèque de l'Observatoire royal de Belgique
- Archives et bibliothèques de l'Université Libre de Bruxelles
- Bibliothèque de Facultés universitaires Saint-Louis
- Bibliothèque Erasme
- Bibliothèque Duden

A Bruxelles hanno sede anche gli Archives générales du Royaume (archivio centrale dello stato), la Cinémathèque Royale e la Médiathèque.

#### Musei
- Museo Magritte
- Centro belga del fumetto
- Museo Charlier

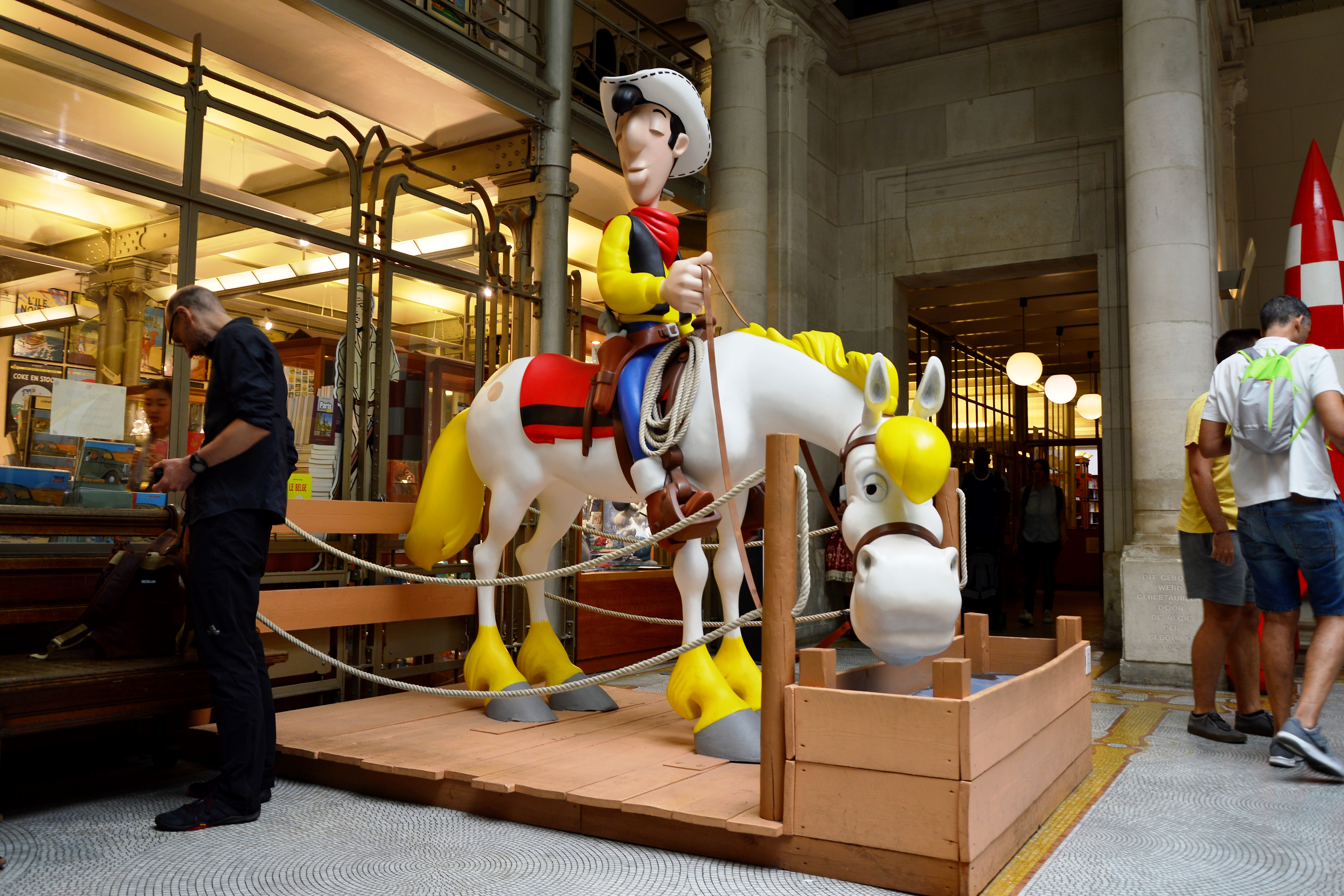
Centro belga del fumetto

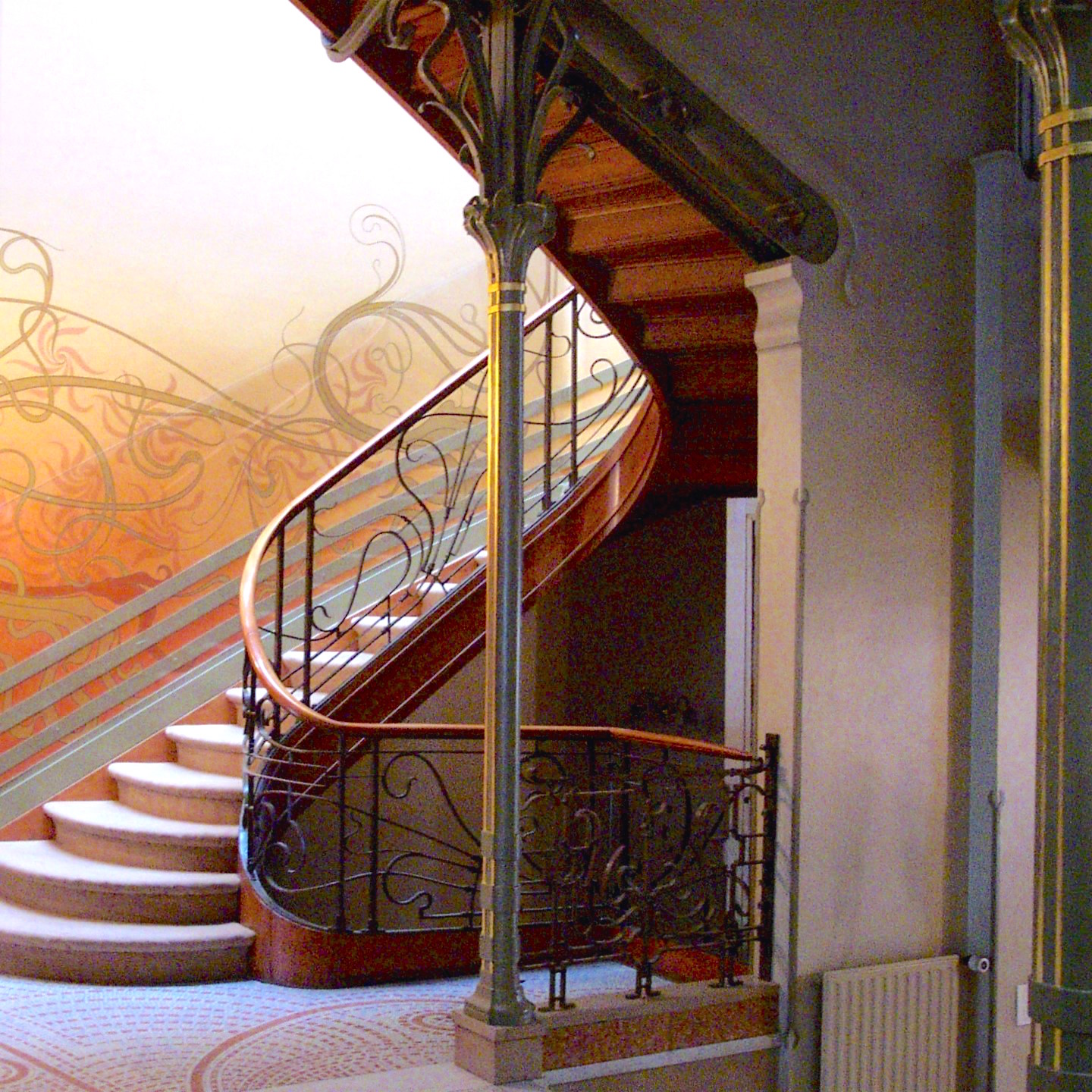
Case di Victor Horta a Bruxelles

- Museo comunale delle Belle Arti d'Ixelles
- Museo reale dell'esercito e della storia militare
- Musei reali dell'arte e della storia
- Museo di scienze naturali
- Autoworld
- Museo degli strumenti musicali
- Museo dell'Arte Spontanea
- Museo Ebraico del Belgio
- Musei Reali delle Belle Arti del Belgio
- Museo Reale d'Arte Antica
- Museo Reale d'Arte Moderna
- Museo Antonio Wiertz
- Museo Costantino Meunier
- Museo del Giocattolo
- Museo del Cinema
- Museo Horta
- Museo Bellevue
- Museo brussellese della gueuze
- Parlamentarium
- Casa della Storia europea
- Museo Marco Sleen
- Villa Empain

### Teatri
Il teatro dell'opera di Bruxelles è il Teatro de la Monnaie.

### Musica

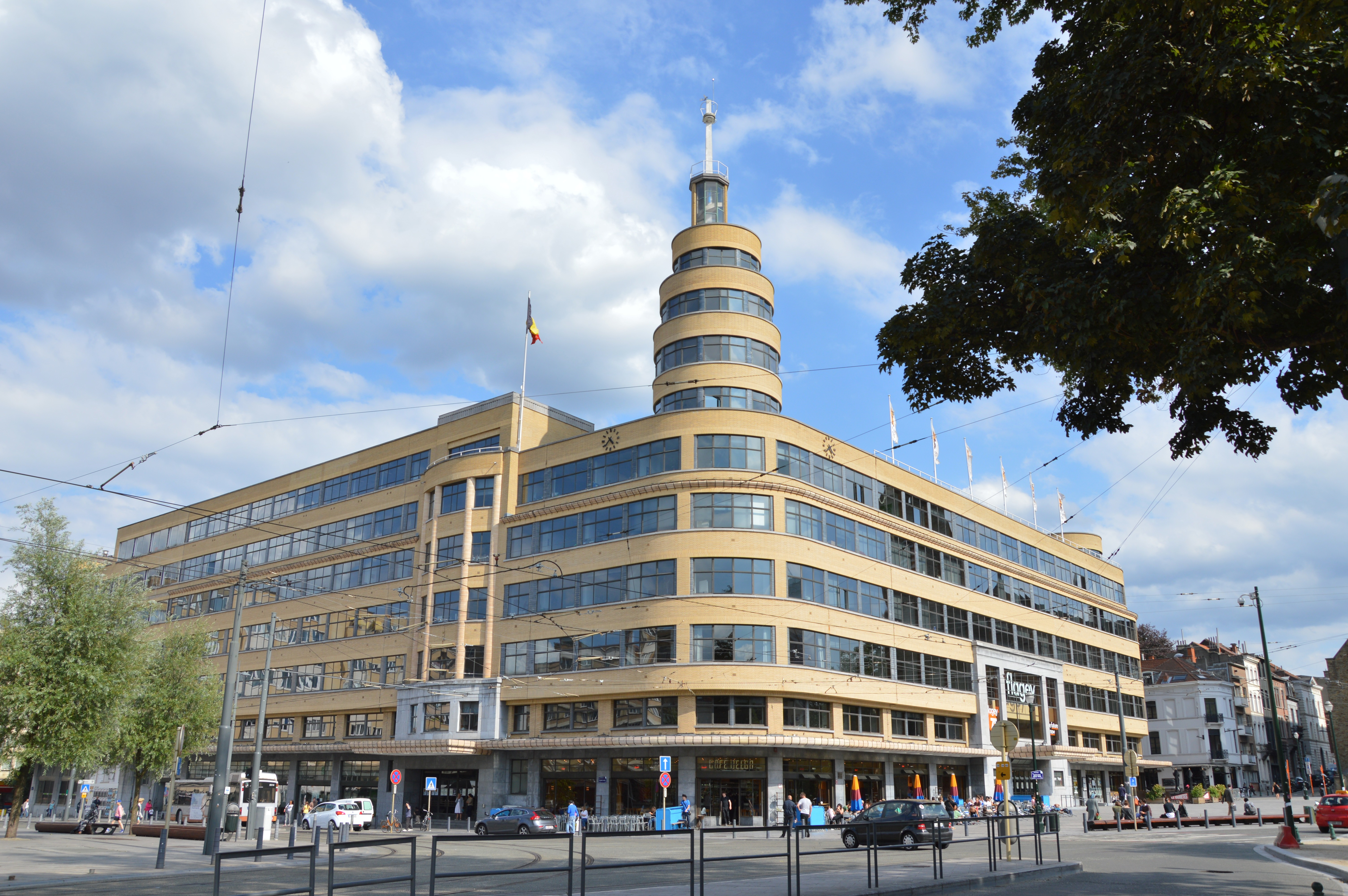
Maison de la Radio

Numerose orchestre e complessi musicali hanno sede a Bruxelles, fra cui l'Orchestra Nazionale del Belgio (con sede nel Palais des beaux-arts de Bruxelles) e La Petite Bande, specializzata nella musica barocca.
Altre orchestre sono:
- Brussels Philharmonic (Orchestra della Radio fiamminga), con sede nella Maison de la Radio.
- Vlaams Radio Koor (Coro Radiofonico delle Fiandre)
- Brussels Jazz Orchestra
- Bruocsella Symphony Orchestra
- Brussels Chamber Orchestra

### Arte

#### Arazzi
La produzione manifatturiera divenne significativa già nel 1460, e quindici anni dopo gli artisti ottennero dal Magistrato la piena autonomia sulla creazione dei cartoni e dei disegni inerenti agli arazzi, migliorandone in tal modo la qualità. Questa svolta consentì all'arte dell'arazzo di attingere i disegni dal movimento pittorico fiammingo. Tra le opere più riuscite prodotte nella seconda metà del XV secolo vi fu la Vergine in gloria del 1485, esposta al Louvre e caratterizzata da una composizione simile al trittico.
Tra gli arazzieri più noti di questo periodo si ricordano Lyon ("Leone di Smet") con il suo celebre Comunione di Herkimbald realizzato nel 1515 e Filippo del Mol di cui sono rimaste la Deposizione e La discesa dalla croce. Durante il Cinquecento l'arte dell'arazzo conobbe un periodo florido grazie all'introduzione della pittura rinascimentale italiana e dello stile raffaellesco. Verso la fine del Cinquecento iniziò un periodo di flessione a causa di lotte politiche e religiose e l'arte degli arazzi fu contraddistinta dallo stile cosiddetto "a verdure". Nel secondo decennio del XVII secolo Rubens trasferì sugli arazzi i suoi intenti di maestosità decorativa, come evidenziarono la Storia di Costantino e la Storia di Achille. I telai delle manifatture di Bruxelles si fermarono definitivamente nel 1794.

#### Ceramiche
Nella capitale belga operarono tre fabbriche di maiolica: la prima fondata nel 1705, la seconda nel 1751, la terza nel 1802. La produzione tipica comune alle tre fabbriche fu caratterizzata da terrine a forma di animali o di ortaggi o di meloni nei quali prevalse l'intento naturalistico. Il resto della produzione si accostò agli aspetti decorativi imperanti nel nord della Francia.
Verso la fine del XVIII secolo nei pressi di Bruxelles fu attiva una fabbrica di porcellana dura realizzante prodotti simili alla contemporanea manifattura parigina.

#### Merletti
Bruxelles vanta il primato dei merletti a fuselli, mentre a Venezia (l'isola di Burano) spetta quello dei merletti ad ago ed addirittura le due città si contendono la palma delle origini della trina che sembrano antecedenti al XVI secolo. Nel Seicento la produzione dei merletti fiamminghi introdusse alcune innovazioni stilistiche come i fiori sul tombolo ed il fondo completato a maglia con l'ago. I merletti di Bruxelles si caratterizzavano anche per la finezza del filato, agevolato dalle particolari condizioni climatiche. Intorno al 1830 l'introduzione di nuovi macchinari permise una produzione su larga scala a prezzi inferiori anche se a scapito della lucentezza e della morbidezza. I merletti di Bruxelles si producono ancor oggi.

### Eventi
Bruxelles ospitò il terzo Congres Internationaux d'Architecture Moderne nel 1930.
Due esposizioni mondiali ebbero luogo a Bruxelles, l'Exposition universelle et internationale (1935) e l'Expo del 1958. L'Atomium, una rappresentazione alta 103 metri di un cristallo di ferro, venne costruita per l'Expo '58, ed è stata mantenuta, diventando una specie di equivalente belga della Torre Eiffel.

## Geografia antropica

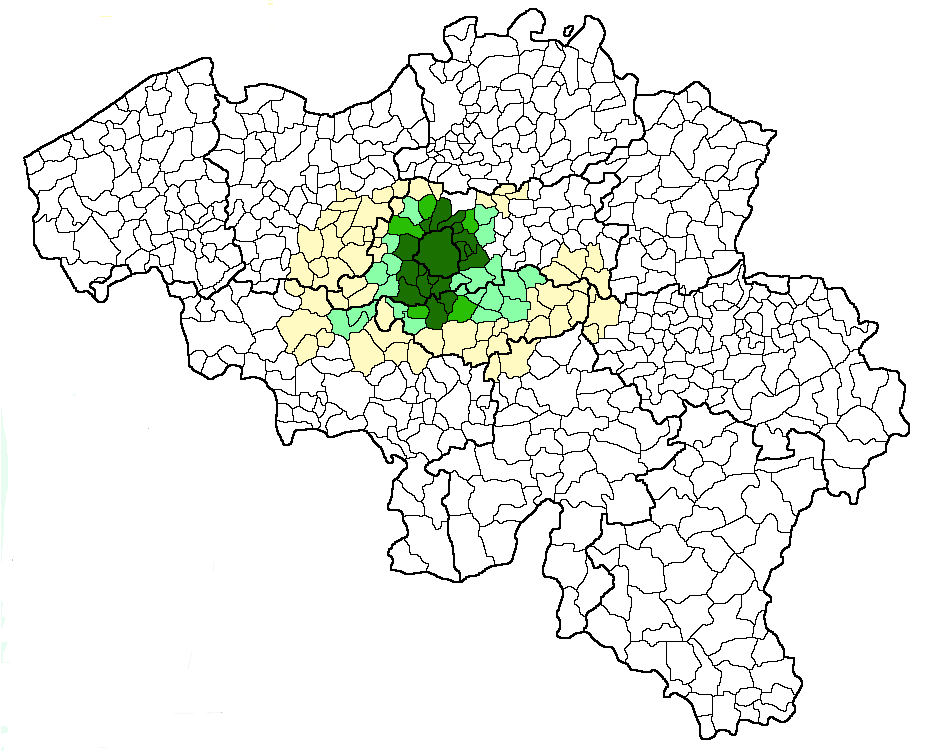
L'area metropolitana di Bruxelles rispetto ai comuni del Belgio: in verde scuro i 36 comuni dell'agglomerazione urbana, in verde chiaro i 26 comuni delle banlieue, in giallo la Forensenwoonzone (ovvero l'insieme dei comuni in cui almeno il 15% della popolazione attiva lavora a Bruxelles).

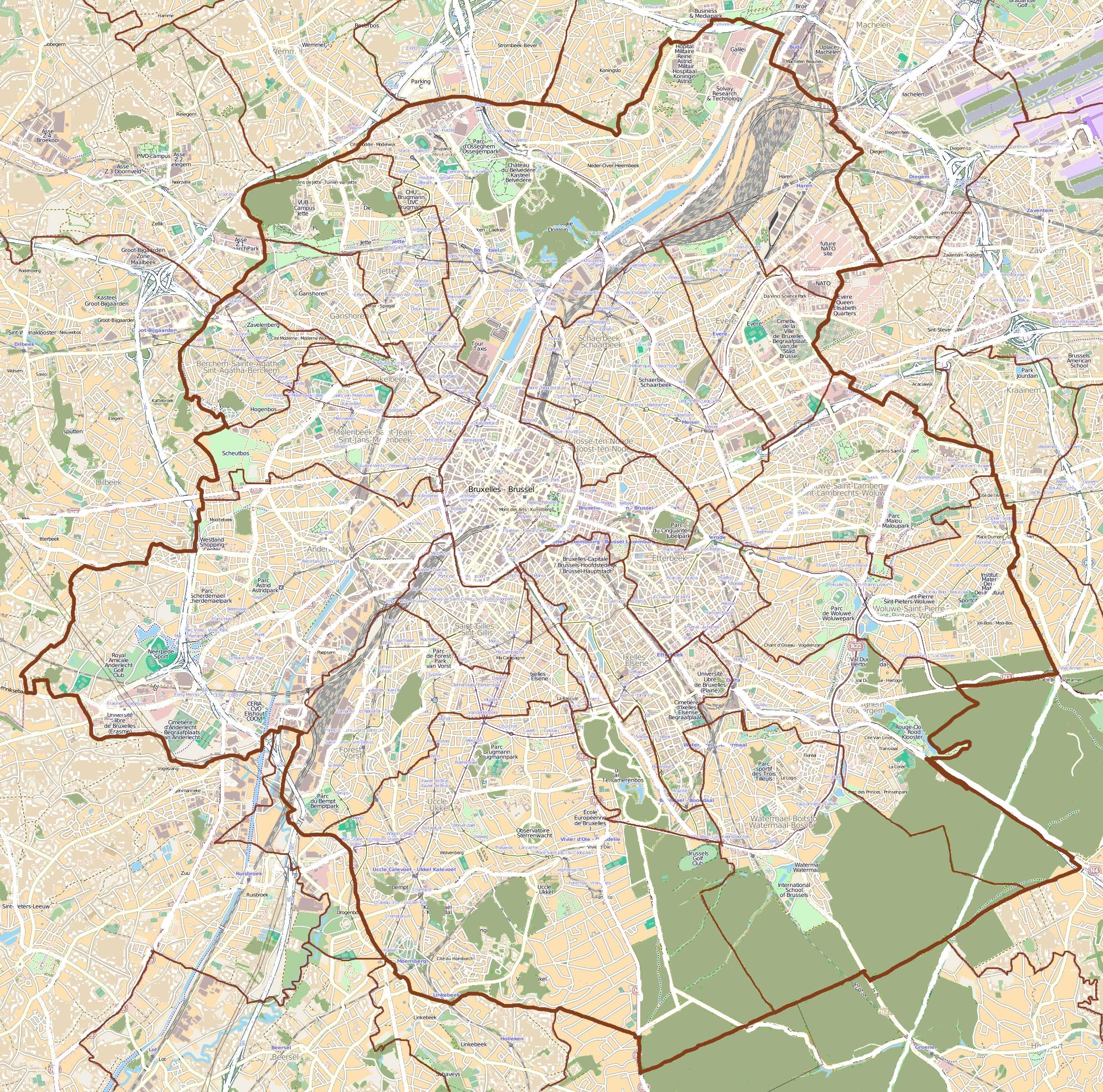
Mappa di Bruxelles. I 19 comuni della regione di Bruxelles-Capitale e le periferie incluse nella regione delle Fiandre, incluso l'aeroporto di Zaventem.

L'agglomerazione urbana di Bruxelles, secondo le indicazioni dell'istituto statistico belga (Algemene Directie Statistiek), è formata da 36 diversi comuni, ovvero tutti i 19 comuni della Regione di Bruxelles-Capitale, più altri 17 comuni appartenenti alle due province del Brabante Fiammingo e del Brabante Vallone:
- Regione di Bruxelles-Capitale (19 comuni): Anderlecht, Auderghem, Berchem-Sainte-Agathe, Bruxelles, Etterbeek, Evere, Forest, Ganshoren, Ixelles, Jette, Koekelberg, Molenbeek-Saint-Jean, Saint-Gilles, Saint-Josse-ten-Noode, Schaerbeek, Uccle, Watermael-Boitsfort, Woluwe-Saint-Lambert, Woluwe-Saint-Pierre;
- Provincia del Brabante Fiammingo (15 comuni): Beersel, Dilbeek, Drogenbos, Grimbergen, Halle, Kraainem, Linkebeek, Machelen, Sint-Genesius-Rode, Sint-Pieters-Leeuw, Tervuren, Vilvoorde, Wemmel, Wezembeek-Oppem, Zaventem;
- Provincia del Brabante Vallone (2 comuni): Braine-l'Alleud, Waterloo.

La banlieue di Bruxelles è invece costituita da altri 26 comuni:
- Provincia del Brabante Fiammingo (13 comuni): Asse, Gooik, Hoeilaart, Huldenberg, Kampenhout, Kortenberg, Lennik, Meise, Merchtem, Overijse, Pepingen, Steenokkerzeel, Ternat;
- Provincia del Brabante Vallone (11 comuni): Beauvechain, Braine-le-Château, Chaumont-Gistoux, Grez-Doiceau, Ittre, La Hulpe, Lasne, Ottignies-Louvain-la-Neuve, Rixensart, Tubize, Wavre;
- Provincia dell'Hainaut (2 comuni): Enghien, Silly.

Infine, viene definita Forensenwoonzone l'insieme dei comuni in cui almeno il 15% della popolazione attiva lavora a Bruxelles. Questa zona molto più ampia si estende su ben sei province diverse:
- Brabante Fiammingo (17 comuni): Affligem, Bever, Boortmeerbeek, Galmaarden, Haacht, Herne, Hoegaarden, Kapelle-op-den-Bos, Keerbergen, Landen, Liedekerke, Linter, Londerzeel, Opwijk, Roosdaal, Tienen, Tremelo;
- Brabante Vallone (14 comuni): Chastre, Court-Saint-Étienne, Genappe, Hélécine, Incourt, Jodoigne, Mont-Saint-Guibert, Nivelles, Orp-Jauche, Perwez, Ramillies, Rebecq, Villers-la-Ville, Walhain;
- Fiandre Orientali (15 comuni): Aalst, Brakel, Buggenhout, Denderleeuw, Erpe-Mere, Geraardsbergen, Haaltert, Herzele, Lebbeke, Lede, Lierde, Ninove, Sint-Lievens-Houtem, Wichelen, Zottegem;
- Hainaut (9 comuni): Ath, Braine-le-Comte, Brugelette, Chièvres, Écaussinnes, Flobecq, Lessines, Seneffe, Soignies
- Liegi (3 comuni): Hannut, Lincent, Wasseiges;
- Namur (2 comuni): Gembloux, Sombreffe.

## Infrastrutture e trasporti
Bruxelles è servita dall'aeroporto di Bruxelles-Zaventem, situato nella municipalità di Zaventem, e dall'aeroporto di Charleroi-Bruxelles Sud, posto vicino alla città di Charleroi in Vallonia.
È possibile spostarsi all'interno della città mediante bus, tram e metropolitana (inaugurata nel 1976) gestiti dalla STIB-MIVB.
La città e la sua regione metropolitana sono servite da un servizio ferroviario suburbano costituito da 12 linee.

## Amministrazione
Bruxelles è amministrata dalla regione di Bruxelles-Capitale, suddivisa in 19 comuni, tra cui quello del centro storico, il Comune di Bruxelles (Ville de Bruxelles/Stad Brussels).

## Sport

### Calcio

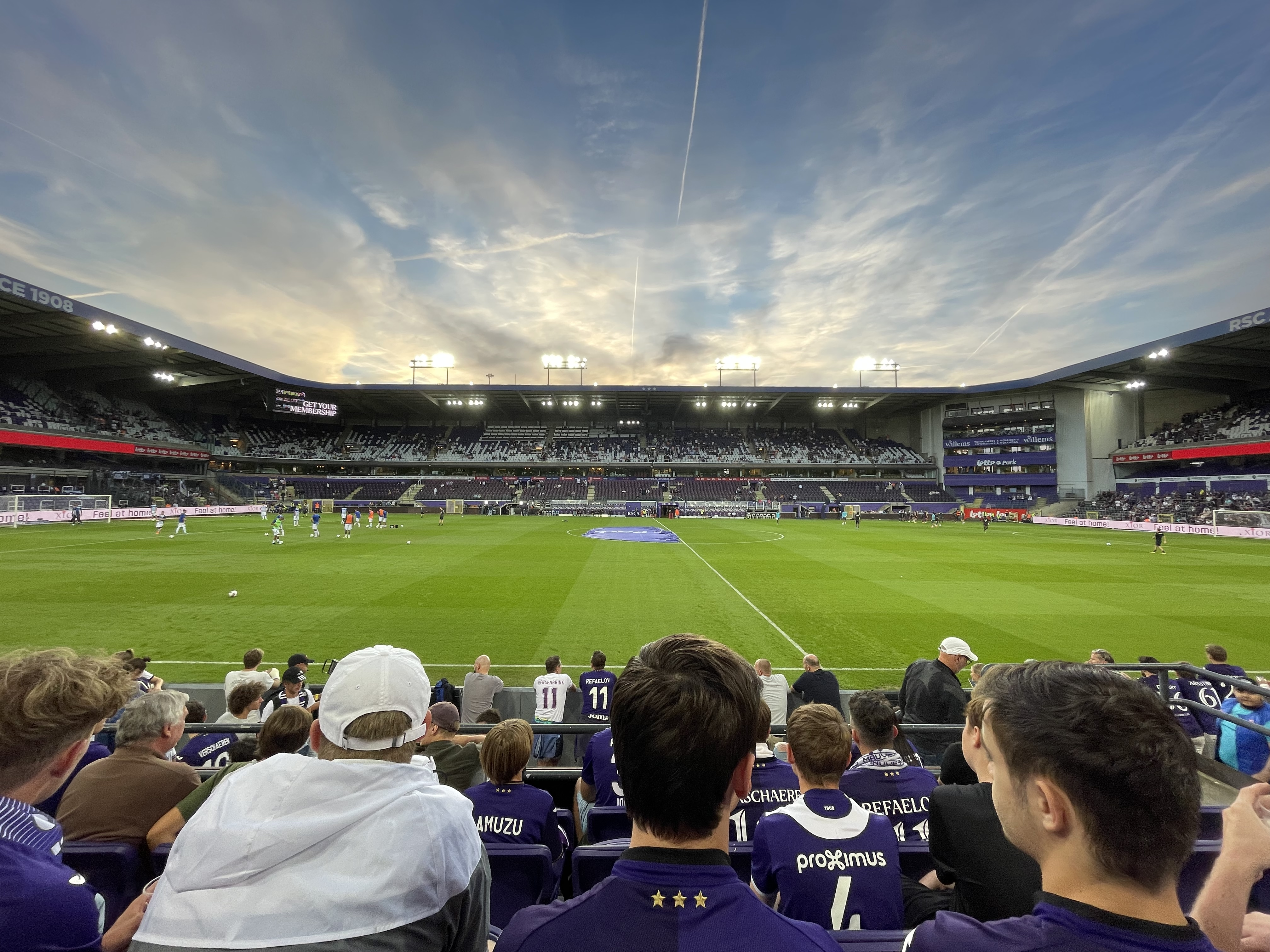
Tifosi dell'Anderlecht

Nel calcio la capitale belga è rappresentata dall'Anderlecht, con sede nell'omonima municipalità, che con 34 titoli nazionali è la società più titolata del Belgio e gioca al Lotto Park (ex stadio Constant Vanden Stock).
Altra squadra di Bruxelles è la Royale Union Saint-Gilloise: nata nel 1897, ha vinto per 12 volte il campionato belga e due volte la Coppa del Belgio, e gioca presso lo stadio Joseph Marien.
La Royal White Star Bruxelles, nata da varie fusioni e scissioni, con sede nella municipalità di Woluwe-Saint-Lambert ma che gioca allo Stade Fallon, è fallita nel 2016.
Molto prestigioso era il F.C. RWDM Brussels, con sede nella municipalità di Molenbeek, che era nato dalla fusione di tre società: RWD Molenbeek, KFC Strombeek e il vecchio F.C. Brussels, e giocava nello Stadio Edmond Machtens ma si è sciolto nel 2014. Successivamente è stato fondato un club col nome RWDM47, che ne segue la tradizione sportiva, che gioca sempre allo Stadio Machtens.
Lo stadio principale, dove si giocano anche le partite della nazionale e gli incontri più importanti a livello internazionale, è lo Stadio Re Baldovino (ex stadio Heysel), capace di ospitare 60 000 spettatori.

### Football americano
Nel football americano sono state 3 le squadre a portare il titolo nazionale a Bruxelles: i Brussels Raiders (5 volte), i Brussels Tigers (3) e i Brussels Black Angels (2); sono inoltre presenti i Brussels Bulls, che hanno disputato una finale senza però vincerla.